# Le Juif errant (opéra)
Le Juif errant  est un opéra en cinq actes et huit tableaux de Fromental Halévy, sur un livret d'Eugène Scribe et Jules-Henri Vernoy de Saint-Georges créé à l'Académie nationale de musique (salle Le Peletier) le 23 avril 1852. Appartenant au genre du grand opéra, l’œuvre fut montée avec un luxe extraordinaire, le déploiement des effets scéniques culminant dans le tableau final représentant le Jugement dernier. L'ouvrage se caractérise également par l'introduction dans l'orchestre des saxtubas. Bien que bénéficiant de critiques assez favorables à la création, le succès initial ne s'est pas maintenu et l'opéra a complètement disparu du répertoire.

## Argument
L’action se passe au tournant du XIIe siècle et du XIIIe siècle.

### Acte I
Un faubourg de la ville d'Anvers en 1190: au fond, à droite, les bords de l'Escaut; à droite et à gauche, au premier plan, des boutiques de différents métiers; au fond, les portes de la ville et les remparts.

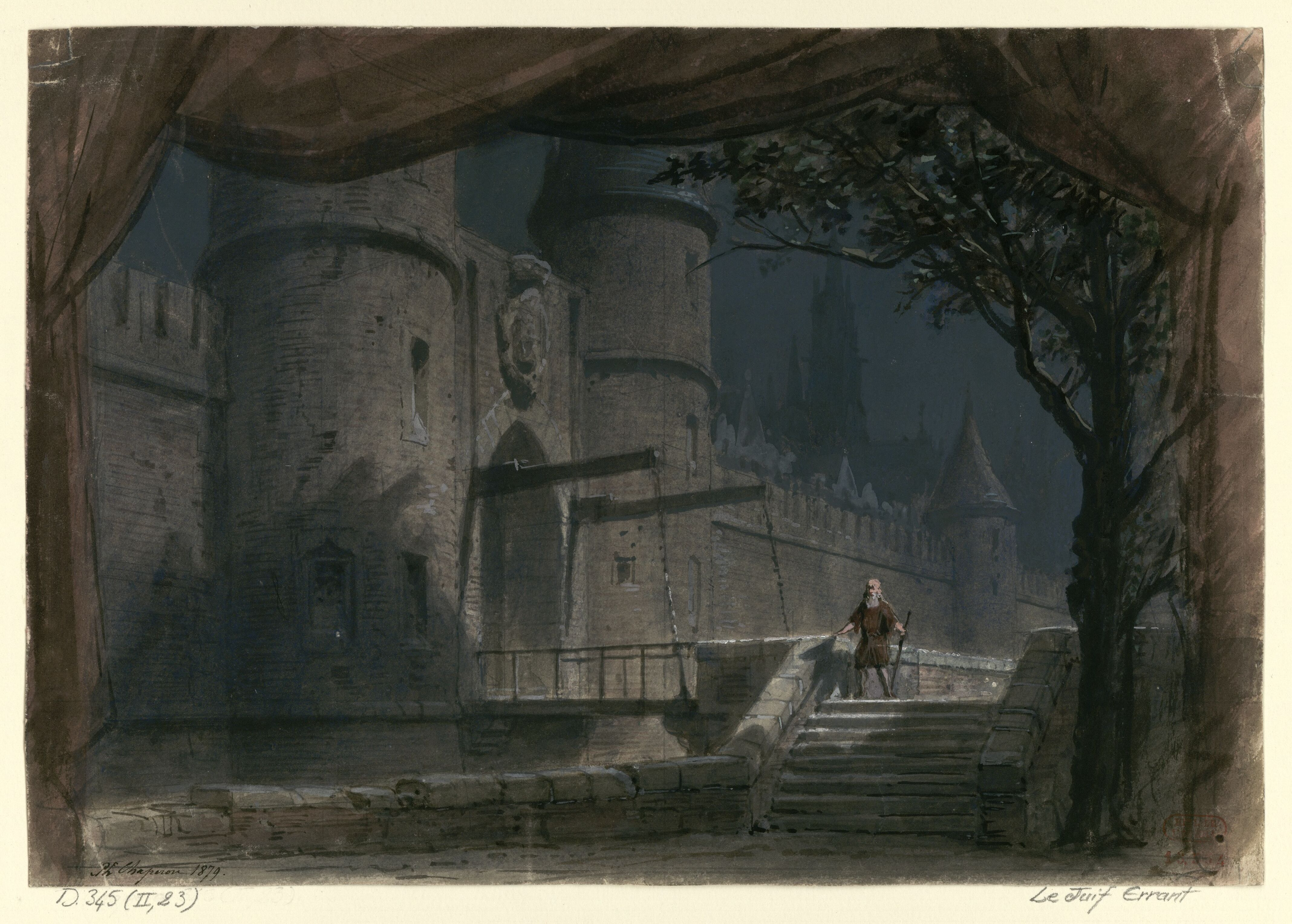
Esquisse de décor de l'acte I, par Philippe Chaperon (1879).

- No 1 Introduction et chœur « C'est jour d'allégresse » : en ce jour de kermesse, paysans et paysannes, bourgeois et bourgeoises de la ville, seigneurs et grandes dames se pressent sur la place et flânent entre les boutiques.
- No 2 Légende « Pour expier envers lui ses outrages » : sur la gauche, une échoppe a pour enseigne un tableau du Juif errant. Théodora, une batelière, qui élève seule son jeune frère Léon âgé d'une dizaine d'années, raconte à des passants la légende selon laquelle le Juif errant a été condamné à ne pouvoir mourir: « à peine il demeure dans le même lieu, un ange invisible (...) d'une voix terrible lui crie aussitôt: marche! marche! marche toujours! ».
- No 3 Le couvre-feu « De par le bourguemestre » : la nuit est tombée pendant la ballade de Théodora et une escouade de la garde de la ville fait évacuer la place tandis que sonne au loin le couvre feu.
- No 3bis Scène : l'orage gronde lorsque soudain, une lueur étrange éclaire les remparts que parcourt Ashvérus, appuyé sur un bâton.
- No 4 Chœur des bandits « Au loin, tremblez tous! » : l'obscurité revient et la place est envahie par une troupe de voleurs. Trois bandits surgissent, l'un brandissant une épée, l'autre un coffret alors que le troisième dissimule une enfant sous son manteau.

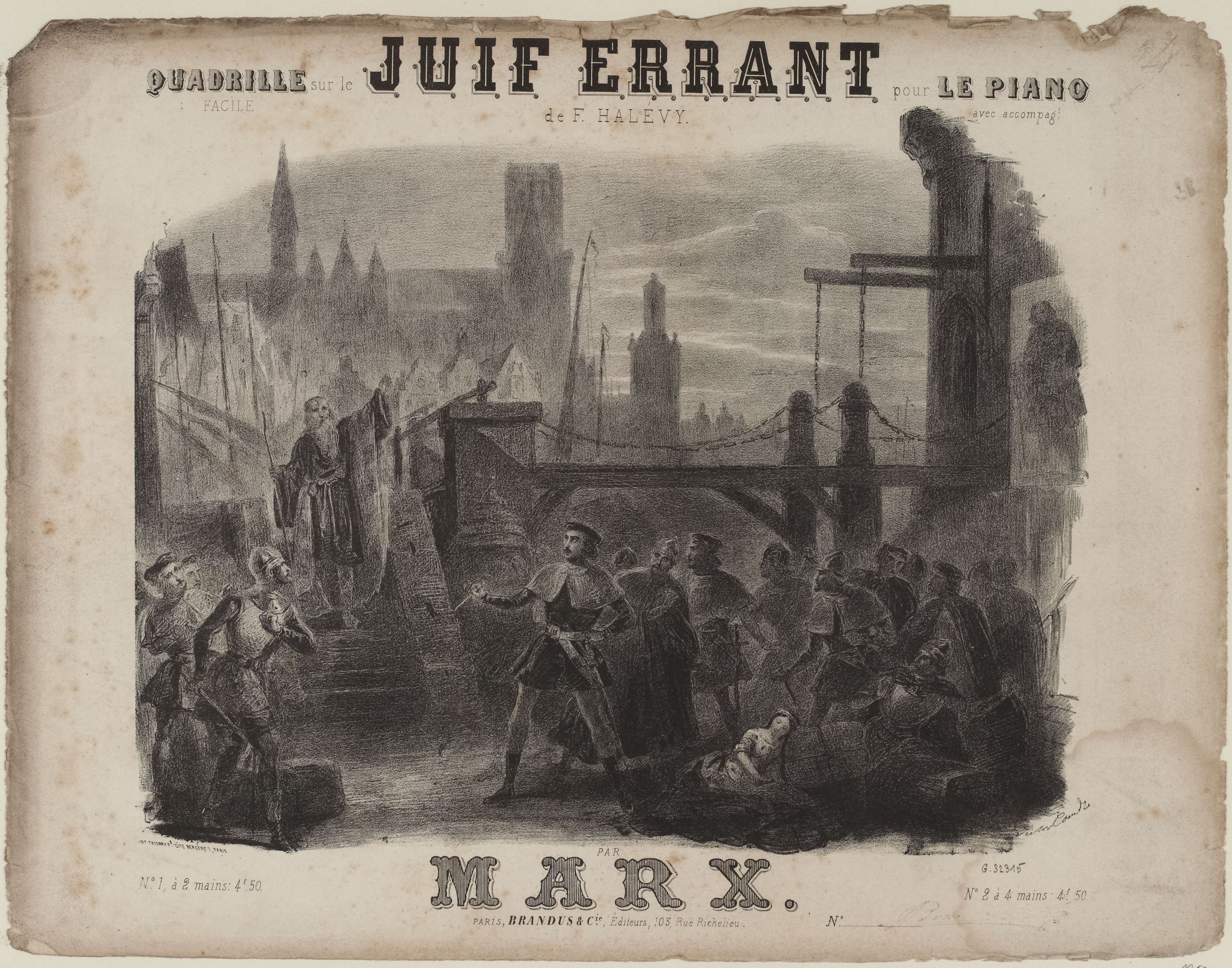
Scène où Ashvérus empêche les brigands d'assassiner la fille de la comtesse de Flandres.

- No 5 Scène et morceau d'ensemble « Notre perte est jurée » : Ludgers, le chef des trois bandits, réalise qu'ils viennent de voler et d'assassiner la comtesse de Flandres et de kidnapper sa fille alors qu'elle s'apprêtait à rejoindre son époux Baudoin, empereur d'Orient. Ils vont poignarder la petite fille évanouie sur une pierre mais Ashvérus s'interpose. Furieux, les bandits se précipitent pour le tuer mais toutes leurs armes se brisent dès qu'ils tentent de le frapper. Les bandits s'enfuient au comble de l'épouvante.
- No 6 Récitatif et romance « Ils partent, frappés de terreur » : Ashvérus regarde avec tendresse la petite fille endormie. Elle est en effet avec Théodora et Léon sa dernière descendante.
- No 7 Scène et duo final « Théodora!... qu'ici le ciel m'envoie!... » : Théodora traverse la place pour rentrer chez elle. Elle aide le vieil homme qui est près de défaillir. Elle réalise progressivement qu'Ashvérus est un de ses ancêtres. Ce dernier le lui confirme, l'embrasse en lui confiant la garde de la petite fille qu'il a sauvée et la quitte, désespéré de ne pouvoir rester avec elle, alors que le ciel se déchaîne et qu'une trompette céleste lui intime l'ordre de reprendre son errance.

### Acte II

#### Tableau 1
En Bulgarie, aux pieds du mont Hémos.

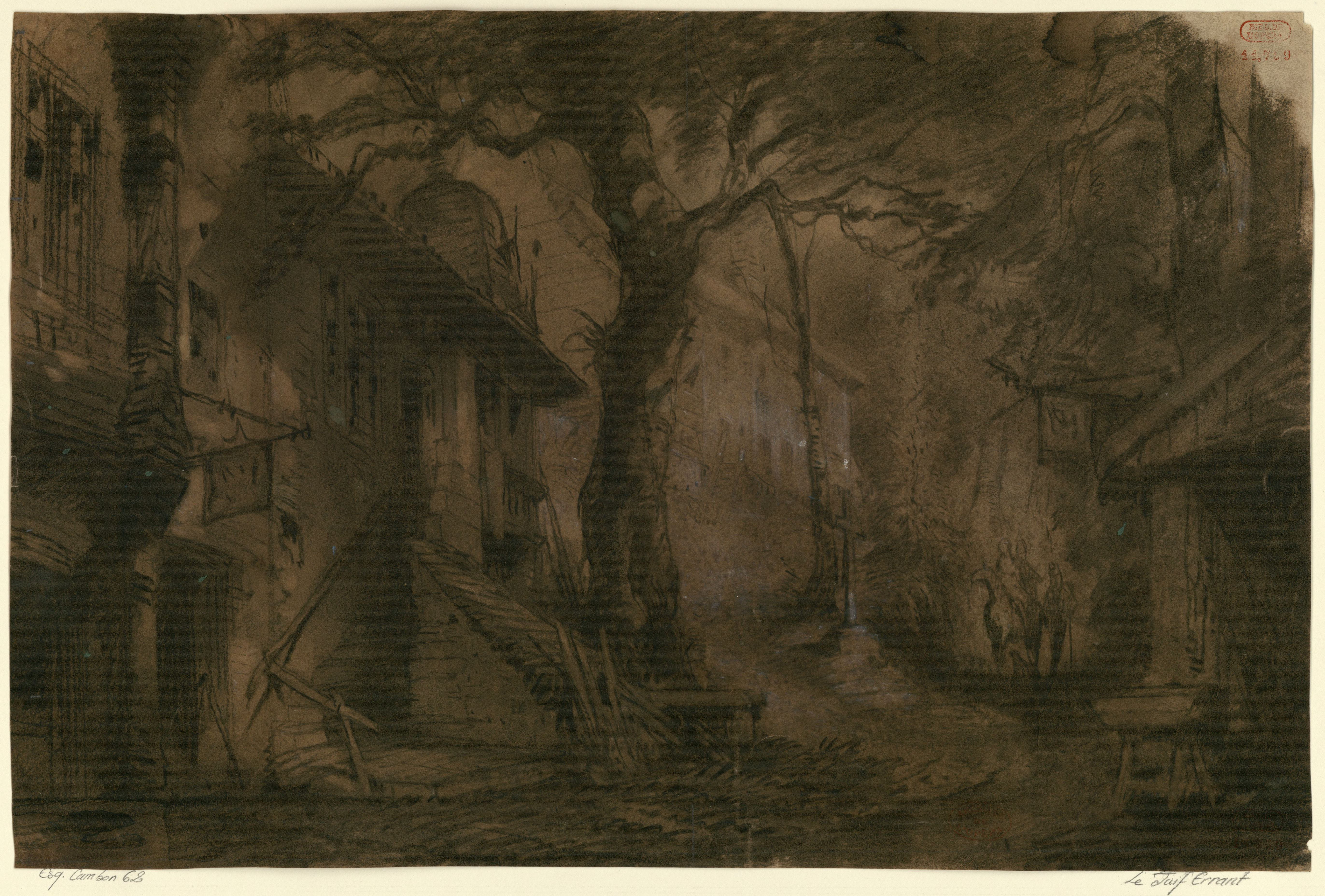
Esquisse de décor du premier tableau de l'acte II pour la création de l’œuvre, par Charles-Antoine Cambon.

- No 8 Entracte, scène et trio « Douze ans se sont écoulés depuis que ma tendresse » : Théodora, souhaitant rendre la petite Irène à son père Baudoin, empereur d'Orient, a entrepris le voyage vers Constantinople. En chemin, elle a appris la mort de ce dernier et a décidé d'élever Léon et Irène comme s'ils étaient frère et sœur en s'établissant dans une chaumière dans la chaîne montagneuse du Grand Balkan. Douze ans ont ainsi passé. Léon, devenu un jeune homme, tente de réprimer les sentiments amoureux qu'il éprouve pour Irène en l'évitant autant que faire se peut.
- No 9 Scène et quatuor « Silence! des étrangers en ces lieux » : Ludgers, toujours accompagné de ses trois comparses, vient demander l'hospitalité pour la nuit. Se présentant comme des marchands, ils déclarent se rendre au couronnement du nouvel empereur d'Orient, Nicéphore. En fait, les quatre hommes sont désormais des marchands d'esclaves et souhaitent enlever la belle Irène pour la vendre au futur empereur.
- No 10 Scène et duo « Un modeste repas, préparé par nos mains » : pendant que les quatre bandits vont se restaurer dans la chaumière de Théodora, Irène interroge Léon sur les raisons de sa froideur envers elle, mais le jeune homme la repousse brutalement et demande à rester seul. Théodora questionne à son tour Léon et ce dernier lui avoue son amour pour Irène. Théodora révèle au jeune homme qu'Irène et lui ne sont pas frère et sœur, mais qu'il doit cependant abandonner tout espoir de se marier un jour avec elle. Certain de pouvoir vaincre tous les obstacles à son amour, Léon court chercher Irène, mais cette dernière vient d'être enlevée par Ludgers et ses complices. Théodora et Léon partent aussitôt pour tenter de délivrer la jeune fille.

#### Tableau 2
La grande place de Thessalonique : une large rue en pente monte vers un vaste pont qui domine la ville.

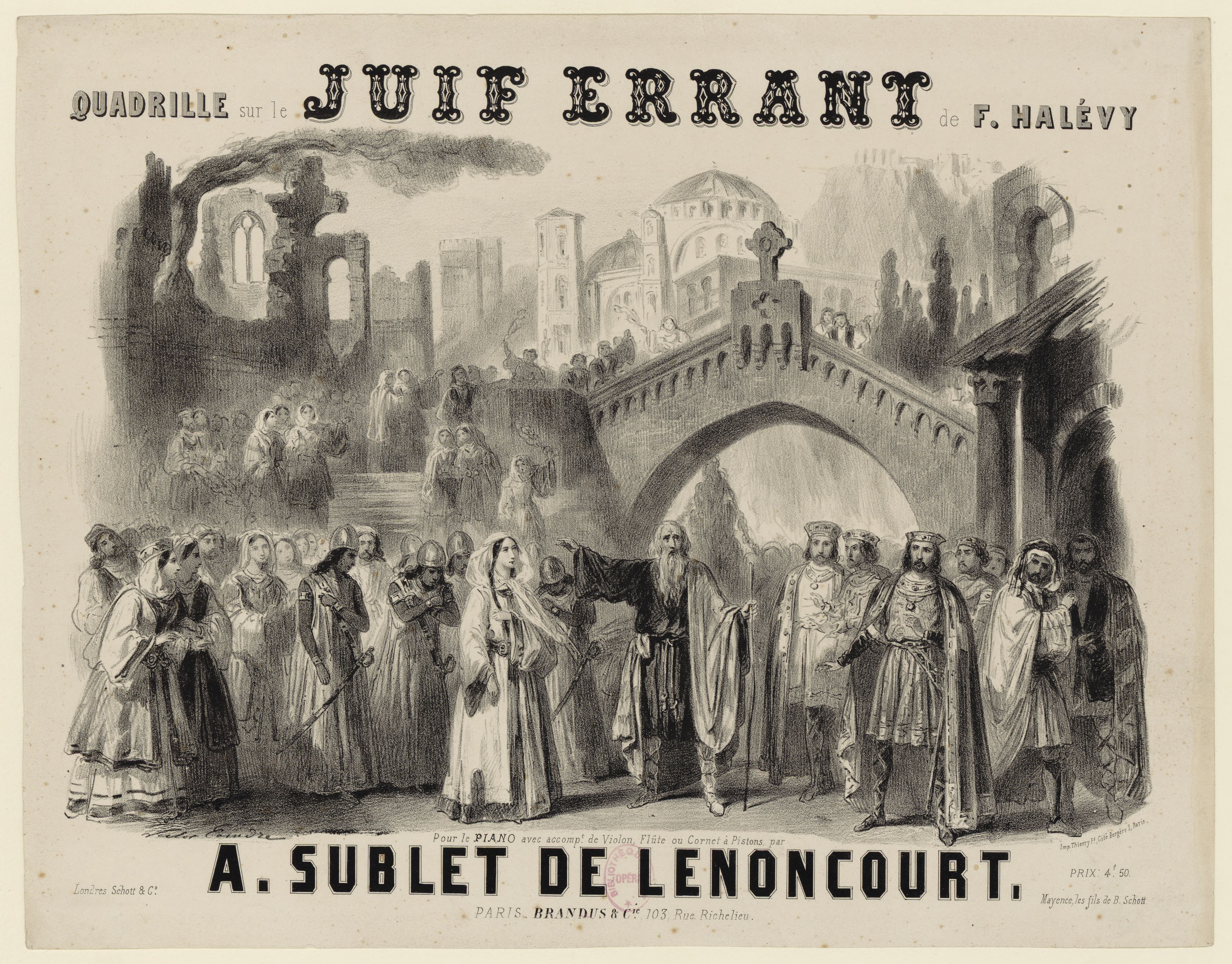
Scène où Ashvérus révèle à tous qu'Irène est l'héritière de l'empire d'Orient.

- No 11 Chœur du feu de joie (avec danse) « Saint Jean! Saint Jean! Saint Jean!! Saint Jean!!! » : tous les habitants de Thessalonique portent gaiement flambeaux et fagots pour le grand feu de joie en l'honneur de la fête de la Saint-Jean.
- No 12 Récitatif et airs de ballet « Oui! depuis Ispahan jusqu'à Jérusalem » : Ludgers vante à Nicéphore la beauté des esclaves qu'il souhaite lui vendre. Il ordonne à certaines d'entre elles de danser devant le futur empereur et sa suite. Nicéphore tombe sous le charme d'Irène et souhaite l'acheter à n'importe quel prix.
- No 13 Finale « Toutes ces beautés de l'Asie » : Irène tente de résister aux gardes de l'empereur qui l'emmènent alors que s'élève un vent violent et que le tonnerre gronde dans le lointain. Ashvérus apparaît soudain et révèle à tous qu'Irène est la fille de Baudoin et la véritable héritière de l'Empire d'Orient. Exigeant que des preuves viennent étayer ces déclarations, Nicéphore en appelle à Dieu et soumet Ashvérus à l'épreuve du feu. Il le fait jeter par ses gardes dans le bûcher de la Saint-Jean. Les flammes s'éteignent aussitôt. D'abord effrayé, le peuple finit par se prosterner devant Irène et la proclame impératrice alors que Nicéphore est abandonné de tous.

### Acte III
Une vaste salle dans le palais des empereurs d'Orient, à Constantinople.

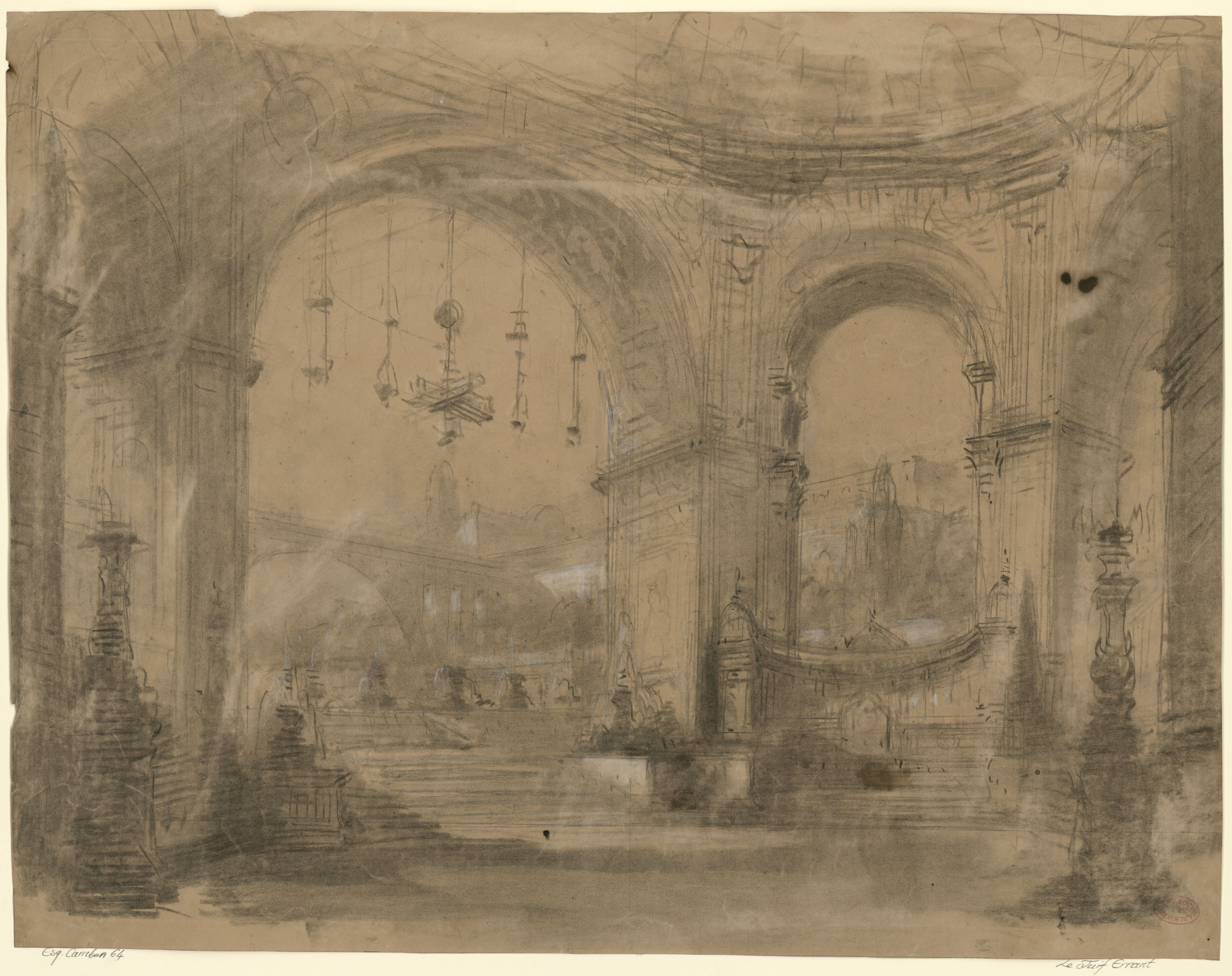
Esquisse de décor de l'acte III pour la création de l’œuvre, par Charles-Antoine Cambon.

- No 14 Entracte et air avec chœur « O merveille! ô prodige! auquel je crois à peine! » : Irène va bientôt être sacrée impératrice d'Orient. Mais son bonheur ne sera complet que lorsqu'elle aura retrouvé ceux qu'elle aime.
- No 15 Récitatif et romance « Au milieu des apprêts de la fête brillante » : Théodora et Léon sont admis en audience pour demander justice auprès de la future impératrice des crimes de Ludgers et de sa troupe de brigands. Ils sont stupéfaits de se retrouver devant Irène, mais le bonheur des retrouvailles est de courte durée puisque Léon réalise qu'il ne pourra jamais devenir l'époux de l'impératrice. Désespéré, le jeune homme fait ses adieux à Irène, mais celle-ci lui ordonne de rester avec Théodora.
- No 16 Strophes et ballet « Que nos voix vers le ciel montent » : toute la cour impériale assiste à un divertissement dansé sur le thème du berger Aristée et des abeilles.
- No 17 Final « Tous vos droits, le sénat aime à les reconnaitre » : commence alors une grande marche solennelle au cours de laquelle tous les seigneurs de l'Empire viennent saluer l'impératrice. À la tête des sénateurs, Nicéphore déclare que la seule solution pour mettre fin aux troubles successoraux qui ont suivi la mort de Baudoin est qu'Irène l'épouse. La jeune fille commence par refuser et se déclare prête à renoncer à la couronne impériale pour éviter ce mariage. Se ravisant soudain, elle saisit la couronne et se la place elle-même sur la tête, après avoir fixé à Léon un rendez-vous secret le soir-même.

### Acte IV

#### Tableau 1

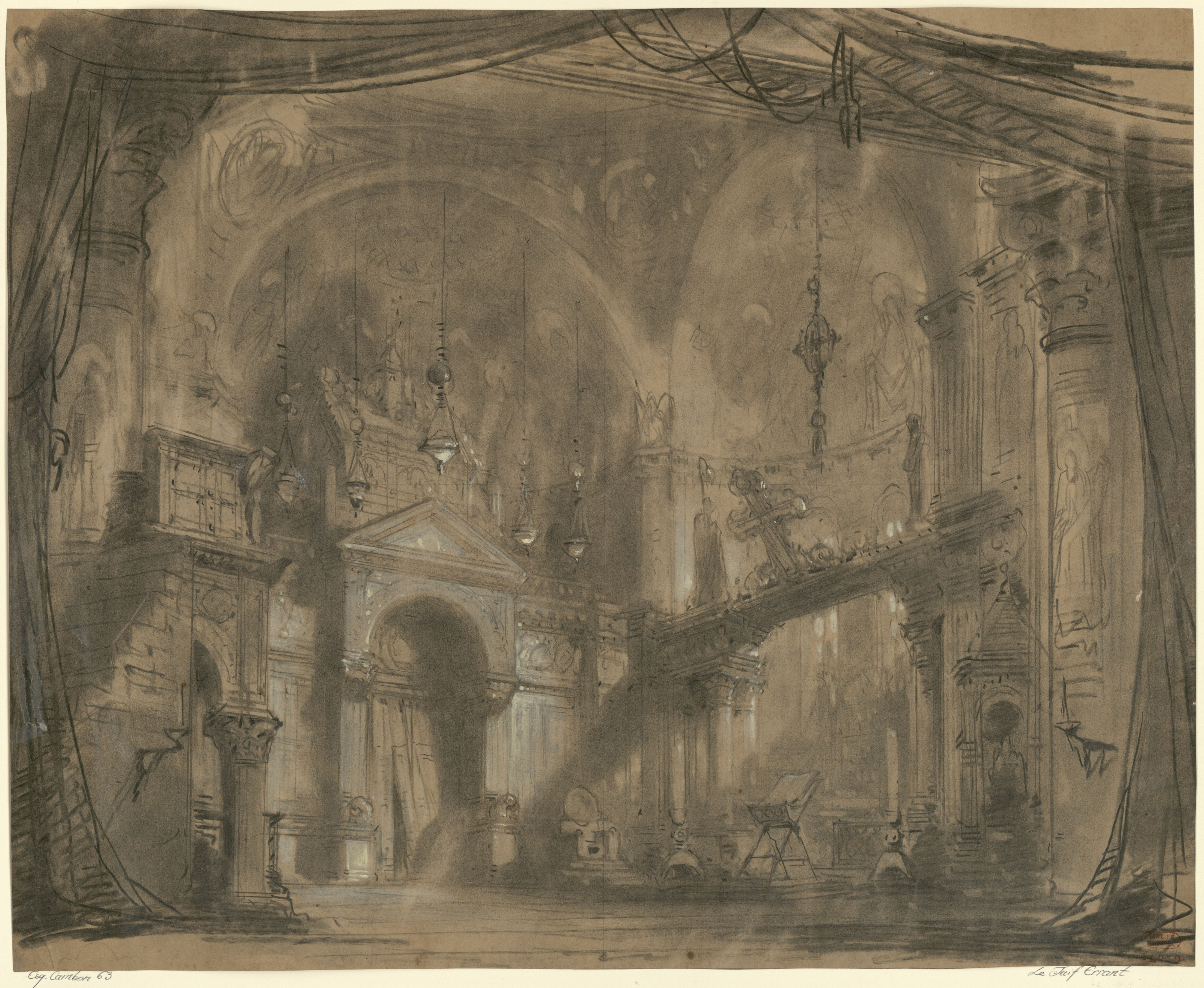
Esquisse de décor du premier tableau de l'acte IV pour la création de l’œuvre, par Charles-Antoine Cambon.

L'oratoire de l'impératrice: portes à droite et à gauche; porte au fond, cachée sous une vaste draperie.
- No 18 Récitatif et air « À ce palais, dont la magnificence » : malgré les splendeurs qui l'environnent, Léon regrette la petite chaumière au pied du Grand Balkan où il vivait heureux entouré d'Irène et Théodora.
- No 19 Duo « Le sort nous réunit, ô mon frère, en ces lieux » : Irène avoue au jeune homme qu'elle l'a toujours aimé. Sachant qu'ils ne sont pas frère et sœur et que leur amour est désormais possible, ils sont prêts à tout pour vivre ensemble. Léon se charge de demander au peuple de libérer Irène de son engagement d'épouser Nicéphore, et la jeune fille se déclare prête à renoncer à la couronne si la tentative de Léon est infructueuse. Ils se séparent sans savoir que Nicéphore et Ludgers, cachés derrière une tenture, ont tout entendu.

#### Tableau 2

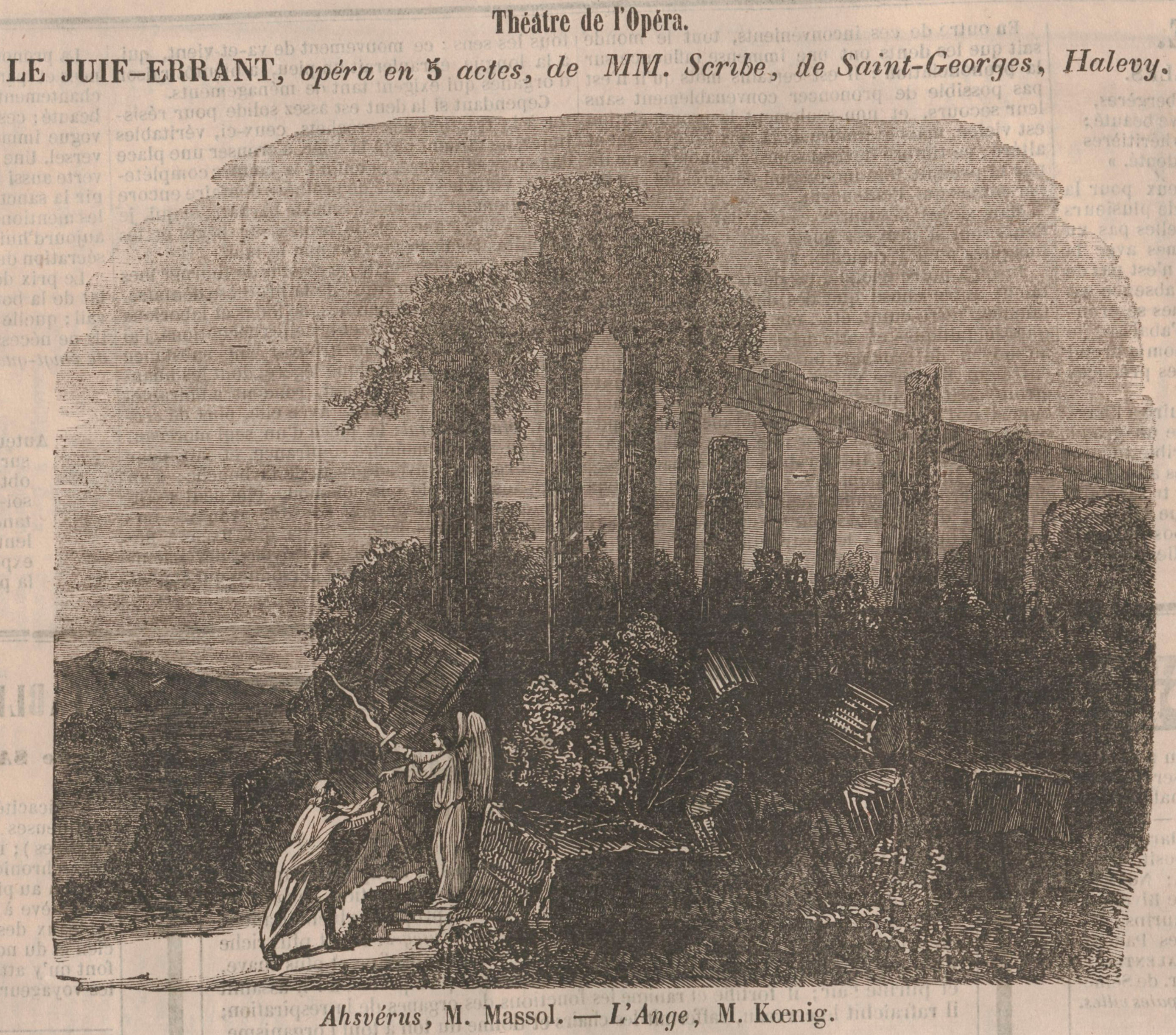
Illustration de presse tirée du Daguerréotype théâtral du 11 septembre 1852 représentant Ashvérus et l'ange exterminateur dans un décor de ruines.

Des ruines sur la rive du Bosphore, la nuit.
- No 20 Récitatif et air « De Dieu l'éternelle clémence » : seul au milieu des ruines, Ashvérus espère que la crainte populaire sur l'imminence du jour du Jugement dernier est bien fondée car il sait que ce n'est qu'à ce moment que prendra fin sa longue errance.
- No 21 Quintette « La nuit est sombre » : les bandits investissent les ruines, forçant Ashvérus à se cacher. Ils attendant Léon pour le tuer. Celui-ci ne tarde pas à arriver avec Théodora, à qui il fait part du soulèvement du peuple contre Nicéphore.
- No 22 Grande scène finale « Oui ma sœur, à ma voix le peuple se soulève » : Ashvérus prévient le couple du piège tendu par les brigands, mais Léon le repousse, refusant d'être aidé par un homme poursuivi par la colère divine. Les bandits passent à l'attaque mais s'enfuient dès qu'Ashvérus se porte au secours de Léon et Théodora. L'ange exterminateur paraît cependant, forçant Ashvérus à reprendre sa route. Ludgers en profite pour poignarder Léon et le précipite dans la mer. Théodora s'évanouit tandis qu'Ashvérus s'éloigne avec désespoir, poursuivi par l'ange vengeur qui l'éclaire dans sa marche de son épée de feu.

### Acte V

#### Tableau 1
Une vaste étendue maritime venant mourir sur une grève aride et sauvage.
- No 23 Récitatif et quatuor « Nous voilà réunis auprès de toi, mon père!... » : Léon, qui n'est que légèrement blessé, a réussi à retrouver Ashvérus. Théodora et Irène les ont rejoints. Ashvérus demande à ses descendants de reprendre le cours de leur vie sans plus penser à lui car son destin est « par chacun (...) d'être quitté ». Irène, Théodora et Léon obéissent à contrecœur. Resté seul, Ashvérus chancelle sous le coup de l'émotion et s'effondre près d'un rocher sur la plage.

#### Tableau 2: leJugement dernier
La vallée de Josaphat.
- No 24 Finale « Qui vient donc, sous leur froide tombe » : des vapeurs s'élèvent sur la mer comme si elle entrait en ébullition et des nuages épais descendent des cieux, zébrés d'éclairs. L'ange exterminateur fait retentir la trompette du jugement dernier. Les nuées se dissipent pour laisser place à l'immense vallée de Josaphat. Des anges placés aux quatre points cardinaux appellent les morts à s'extraire de leurs tombeaux et à s'avancer vers leur souverain juge. La terre s'ouvre soudain et du gouffre béant s'élance une bande de démons au milieu de torrents de flammes, saisissant les damnés que leur désigne l'épée de l'ange et les entraînant en enfer. Le ciel s'ouvre à son tour pour accueillir les bienheureux que leur envoie l'ange de justice. Puis, tout redevient sombre. Quand la lumière revient, on retrouve la plage déserte et Ashvérus endormi sur le sable. Le vieil homme se réveille et constate avec horreur qu'il ne s'agissait que d'un rêve. Il se relève péniblement, s'appuyant sur son bâton, et reprend son errance, toujours poursuivi par l'ange vengeur qui lui ordonne: « Marche ! marche ! marche toujours ! toujours !!! ».

## Création
L’œuvre est créée à l'Académie nationale de musique (salle Le Peletier) le 23 avril 1852. Dans un premier temps, elle semble recueillir un grand succès, analogue à celui qu'avait rencontré le grand opéra précédent de Halévy, Charles VI. Néanmoins, le départ de Roger créateur du rôle de Léon, puis les indispositions de Chapuis et de La Grua (interprètes respectifs de l'ange exterminateur et d'Irène) vont conduire à interrompre les représentations peu après la première. Par la suite, le Juif errant doit se contenter d'un succès de curiosité. L’ouvrage n'est pas représenté plus de 49 fois à l'Opéra de Paris, aucune reprise n'ayant lieu après 1853. Il ne sera pas joué davantage en province: ainsi, Lyon ne l'entendra que pour une série de représentations en décembre 1853. L'opéra est à l'affiche du théâtre de la Monnaie pour la première fois le 15 mars 1854, mais ne semble plus y avoir été représenté après une dernière reprise en janvier 1855.

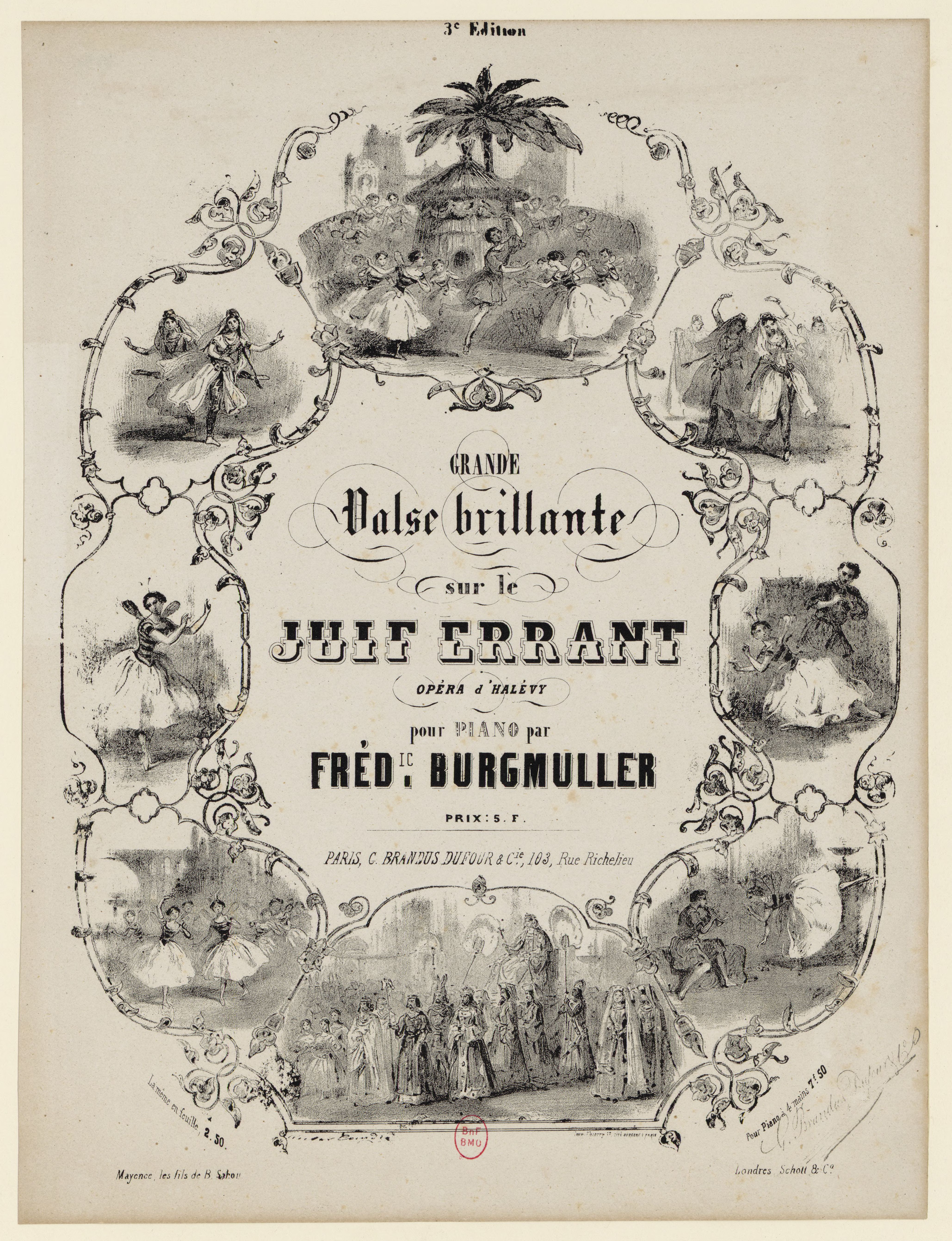
Couverture de la partition de la Grande valse brillante de Friedrich Burgmüller.

Témoignent néanmoins du succès éphémère de l'ouvrage les diverses transcriptions et morceaux composés sur des thèmes de l'opéra. On recense ainsi, pour la seule année 1852: des Morceaux détachés arrangés pour piano ainsi que Sept airs de ballet et marche triomphale de Henri Potier; le Schottisch du berger pour piano de Jules Pasdeloup; une Redowa et un Quadrille de A. Sublet de Lenoncourt; deux Quadrilles de Musard; une Grande valse brillante de Friedrich Burgmüller; une Polka des abeilles pour piano d'Émile Ettling; une Fantaisie brillante, op. 136 pour le piano d'Henri Rosellen; une Grande fantaisie dramatique pour piano de Charles Voss; un Caprice guerrier, op. 23 et un Andante de concert sur une romance du Juif errant de F. Halévy, op. 24 pour piano de Richard Mulder; deux suites d'airs du Juif errant arrangés pour cornet à pistons ou saxhorn seul  et une suite d'airs arrangés pour deux cornets à pistons et deux saxhorns, par Victor Caussinus; trois suites d'airs arrangés pour deux flutes par Eugène Walckiers; trois suites d'airs arrangés pour deux violons par N. Louis; une Bagatelle, op. 138 d'Adolphe Le Carpentier pour piano; une Fantaisie brillante d'Oscar Comettant pour piano; un grand duo brillant d'Edouard Wolff pour piano à quatre mains intitulé Réminiscences du Juif errant, opéra de F. Halévy, op. 172; une Fantaisie, op. 31 pour piano à quatre mains de Maurice Decourcelle; une Fantaisie de concert, op. 32 pour piano de Jules Philipot.
Le ballet du troisième acte dit du « pas des abeilles », avec ses « altos con sordini, soutenus par un trémolo de violoncelles, [qui] font entendre un bourdonnement soutenu de pizzicati de contre-basse » recueille un succès un peu plus durable et se substituera dans les représentations de La Juive donnée à l'Opéra de Paris entre 1866 et 1872 au divertissement originel de la « Tour enchantée ».

### Interprètes de la création
| Rôle                                                                                   | Tessiture     | Distribution de la création (1852) Narcisse Girard, dir. |
| -------------------------------------------------------------------------------------- | ------------- | -------------------------------------------------------- |
| Ashvérus, le Juif errant                                                               | baryton       | Eugène Massol                                            |
| Nicéphore, empereur d'Orient                                                           | basse         | Louis-Henri Obin                                         |
| Léon, descendant d'Ashvérus                                                            | ténor         | Gustave-Hippolyte Roger                                  |
| Théodora, batelière sur l'Escaut, sœur de Léon                                         | mezzo-soprano | Fortunata Tedesco                                        |
| Irène, fille de Baudoin, ancien empereur d'Orient, et également descendante d'Ashvérus | soprano       | Emma La Grua                                             |
| L'ange exterminateur                                                                   | ténor         | Chapuis                                                  |
| Ludgers, chef de bandits                                                               | basse         | Jean Depassio                                            |
| Manoel, premier bandit                                                                 | basse         | Jean-Baptiste-Bazille Canaple                            |
| Andronic, deuxième bandit                                                              | basse         | Jacques-Alfred Guignot                                   |
| Jean, troisième bandit                                                                 | basse         | Noir                                                     |
| Arbas, quatrième bandit                                                                | basse         | Goyon                                                    |

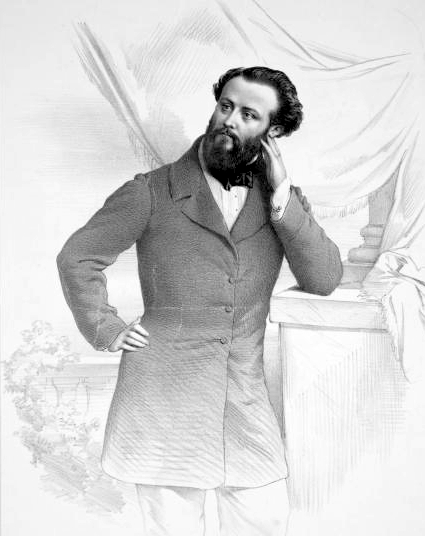
Gustave-Hippolyte Roger, créateur du rôle de Léon
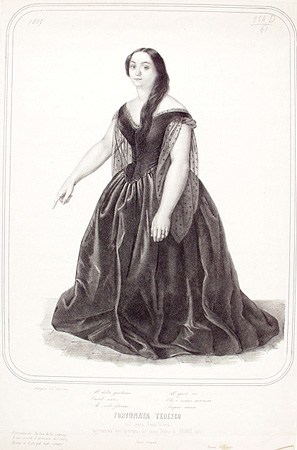
Fortunata Tedesco, créatrice du rôle de Théodora
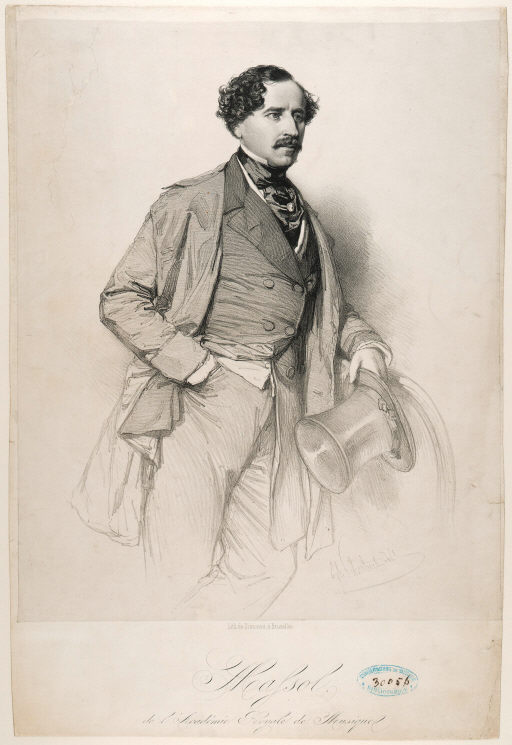
Eugène Massol, créateur du rôle d'Ashvérus
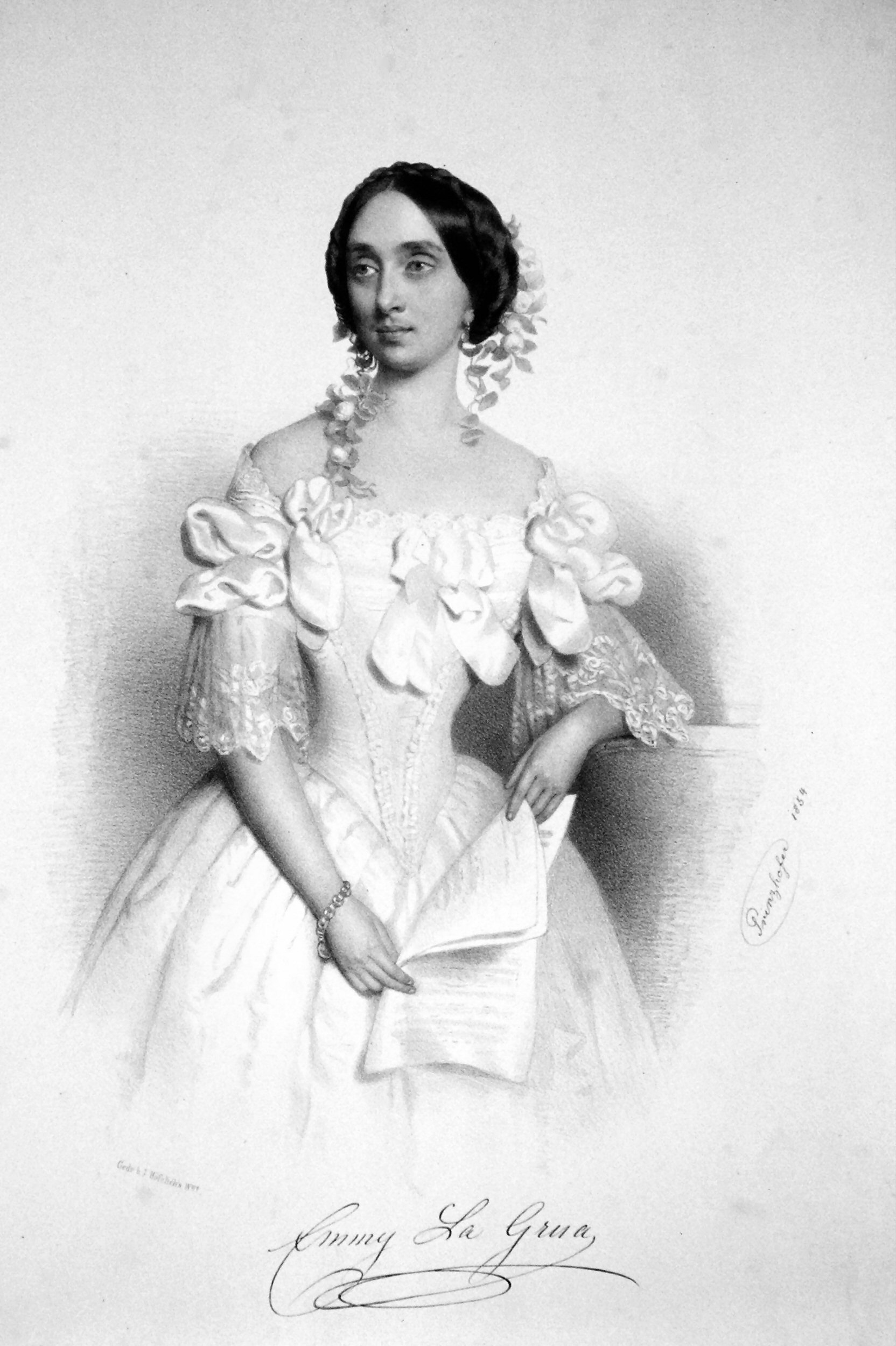
Emma La Grua, créatrice du rôle d'Irène
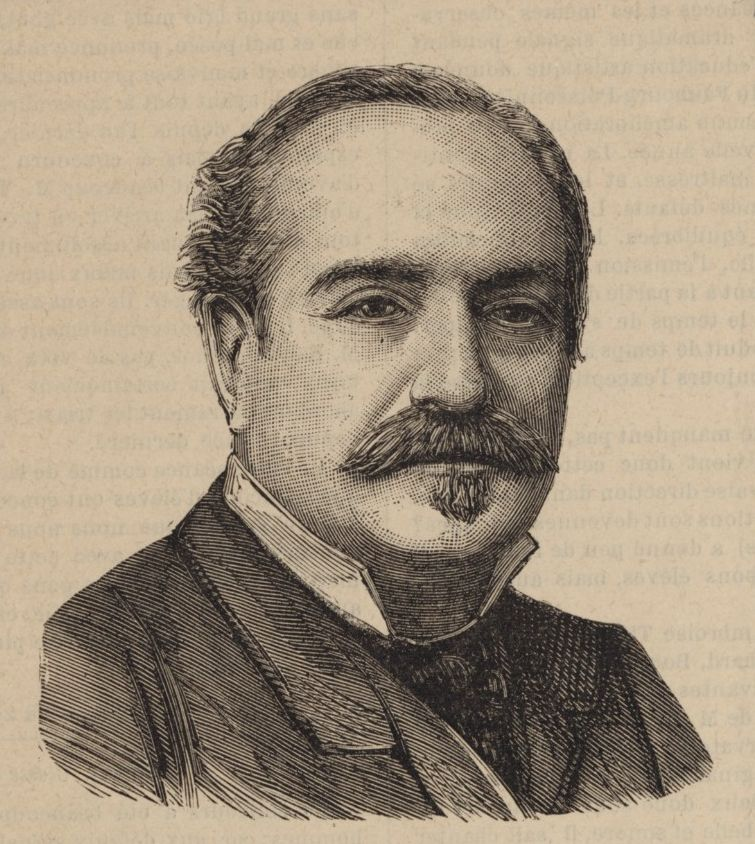
Louis-Henri Obin, créateur du rôle de Nicéphore

### Maquettes des costumes

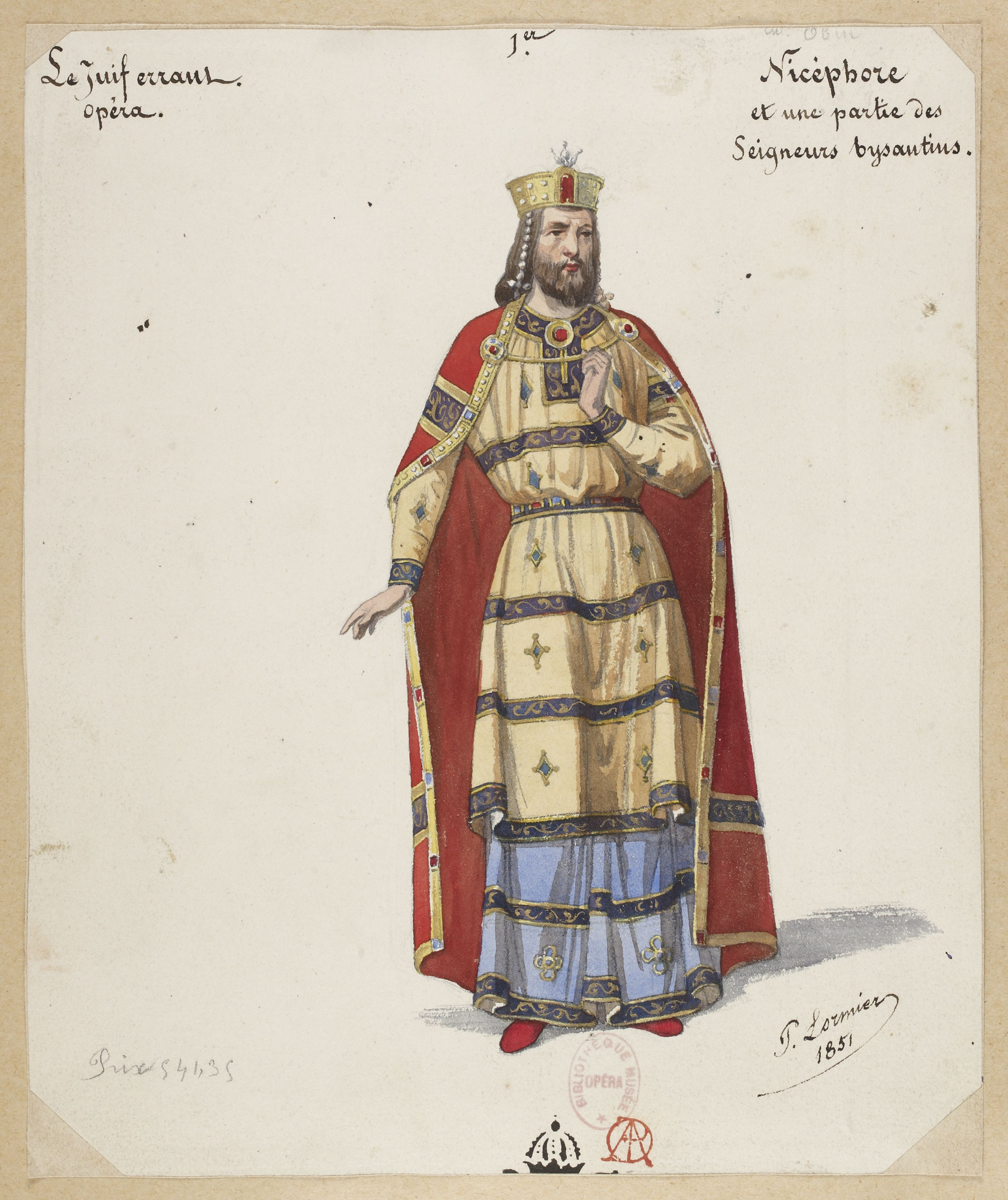
Maquette du premier costume de Nicéphore
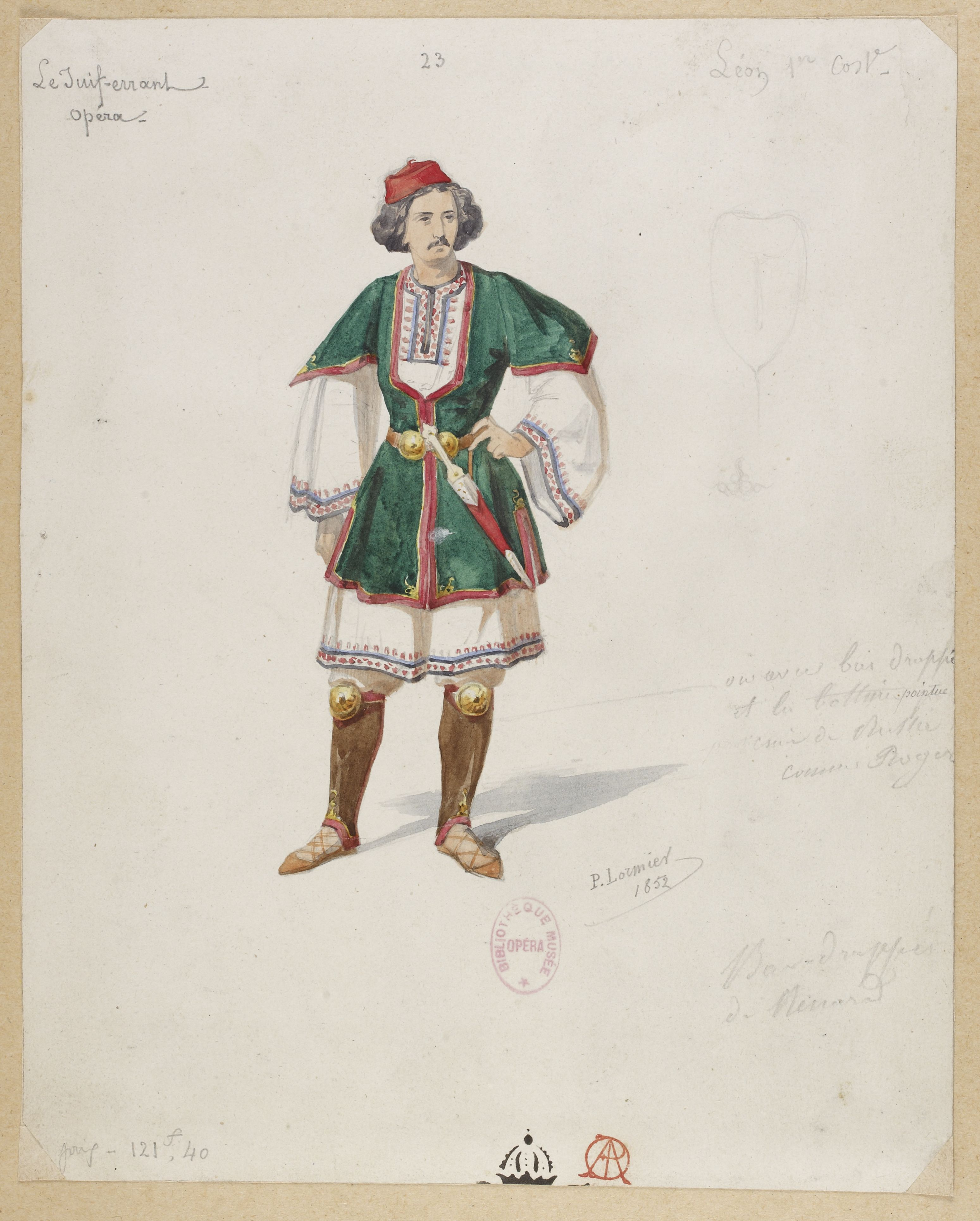
Maquette du premier costume de Léon
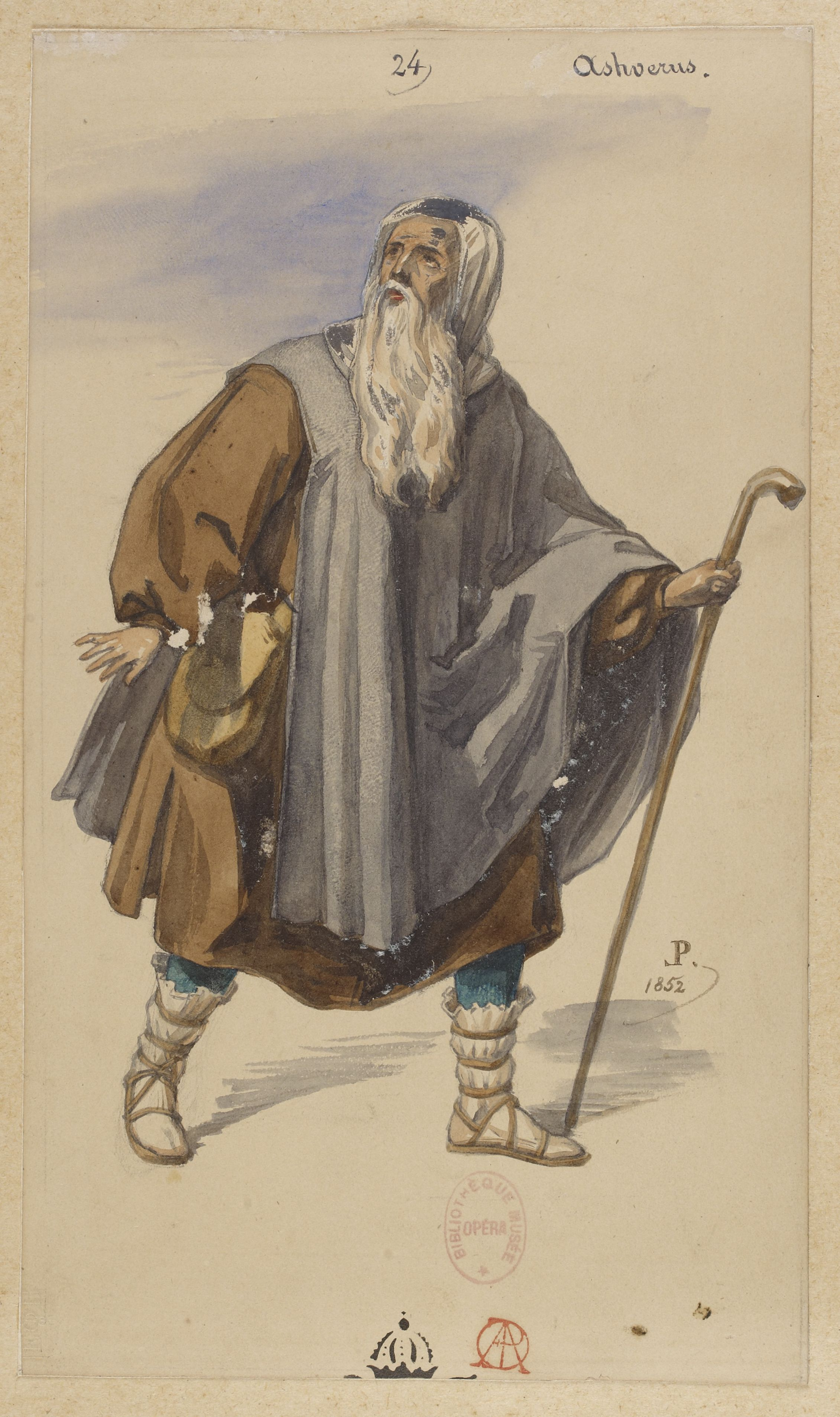
Maquette du costume d'Ashvérus
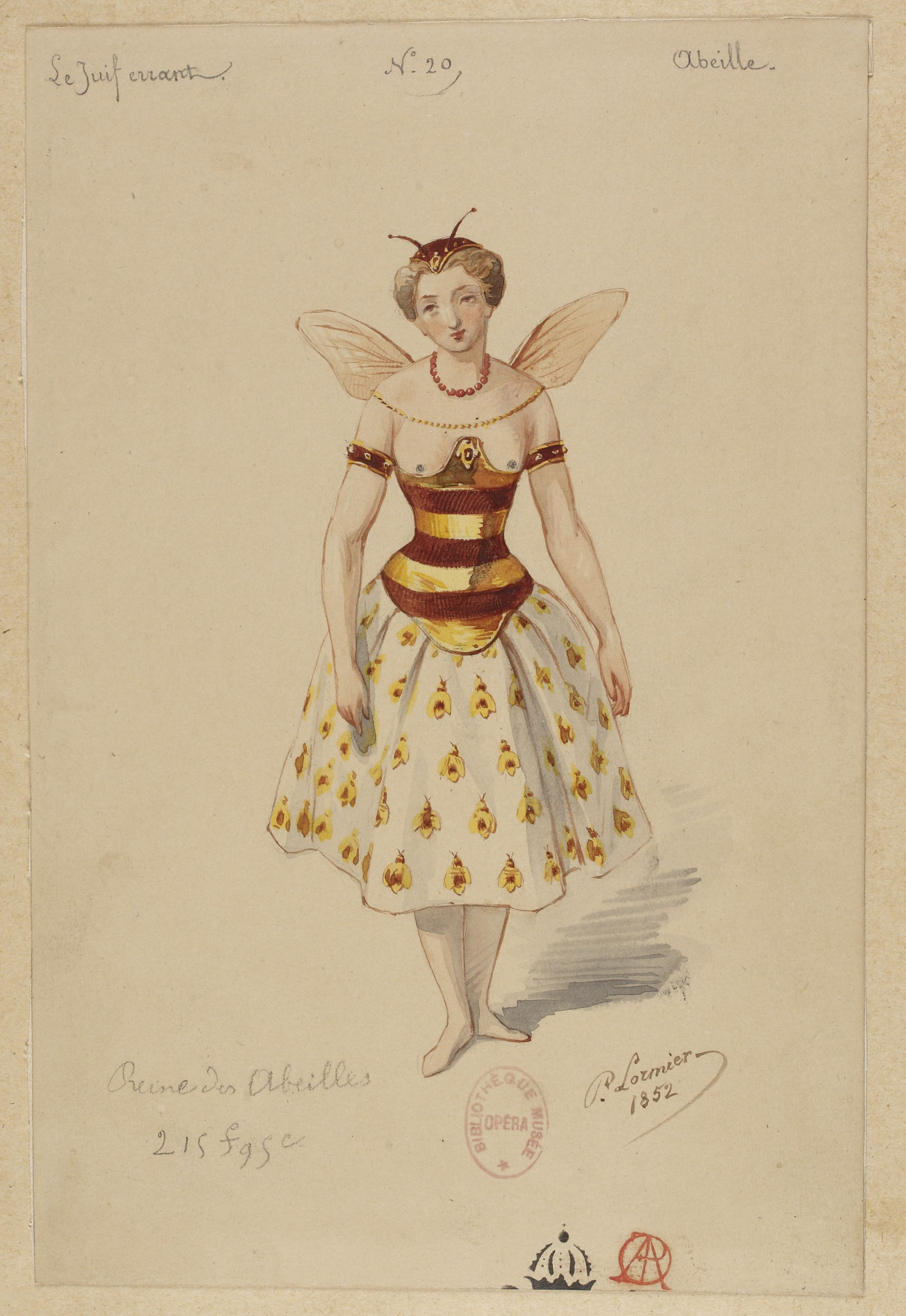
Maquette du costume de la reine des abeilles
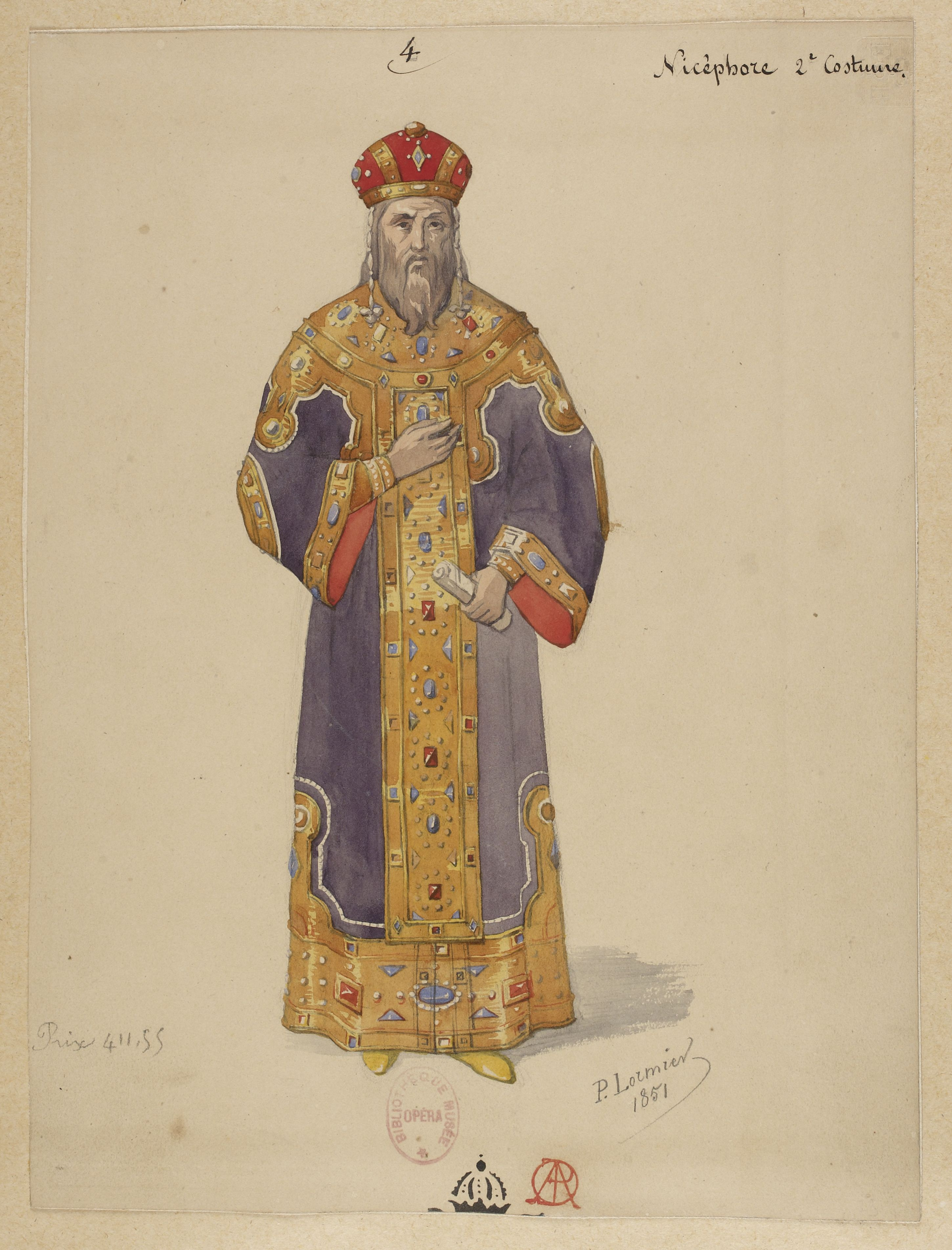
Maquette du second costume de Nicéphore

### Costumes des principaux personnages

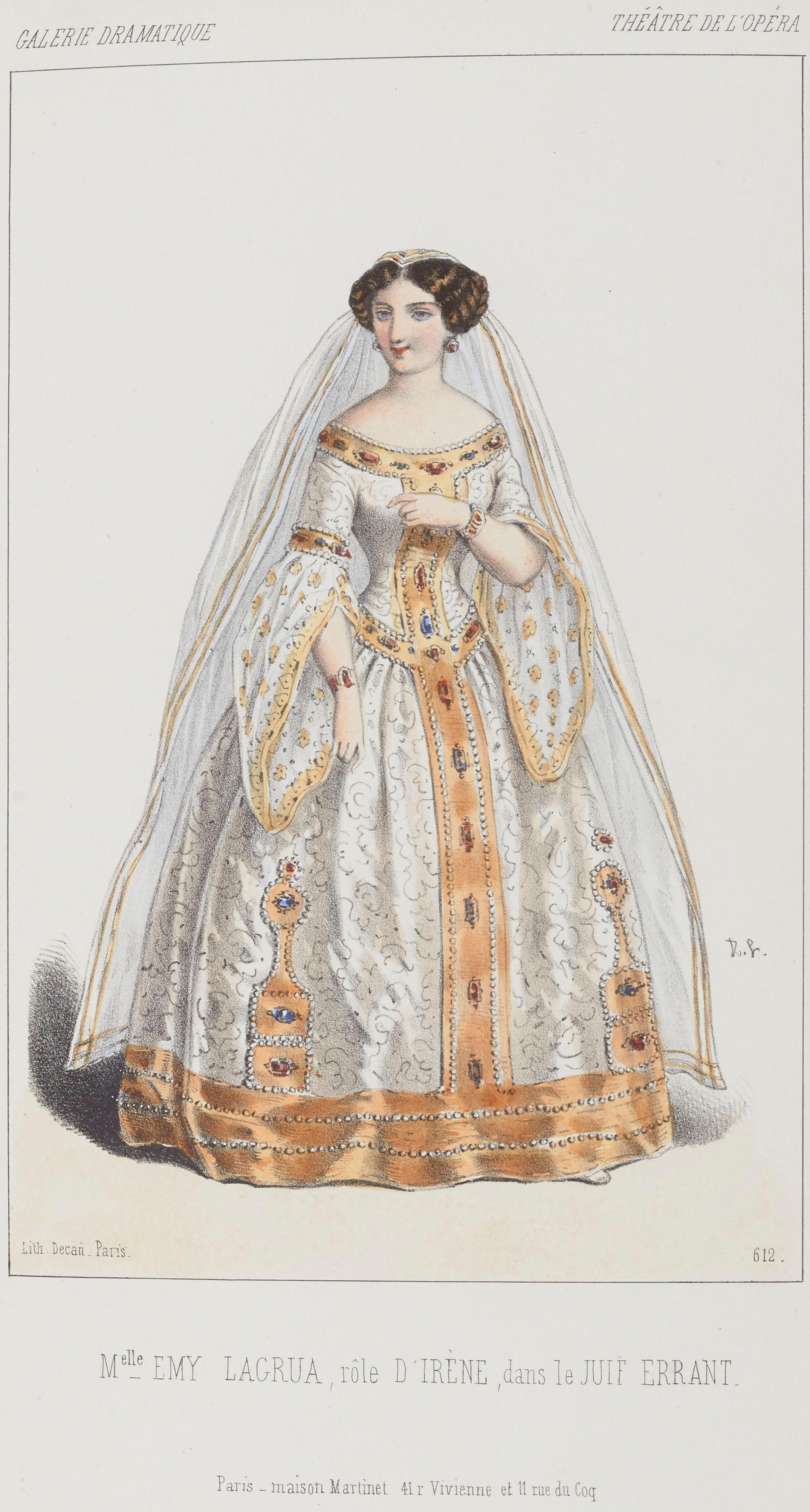
Costume d'Irène
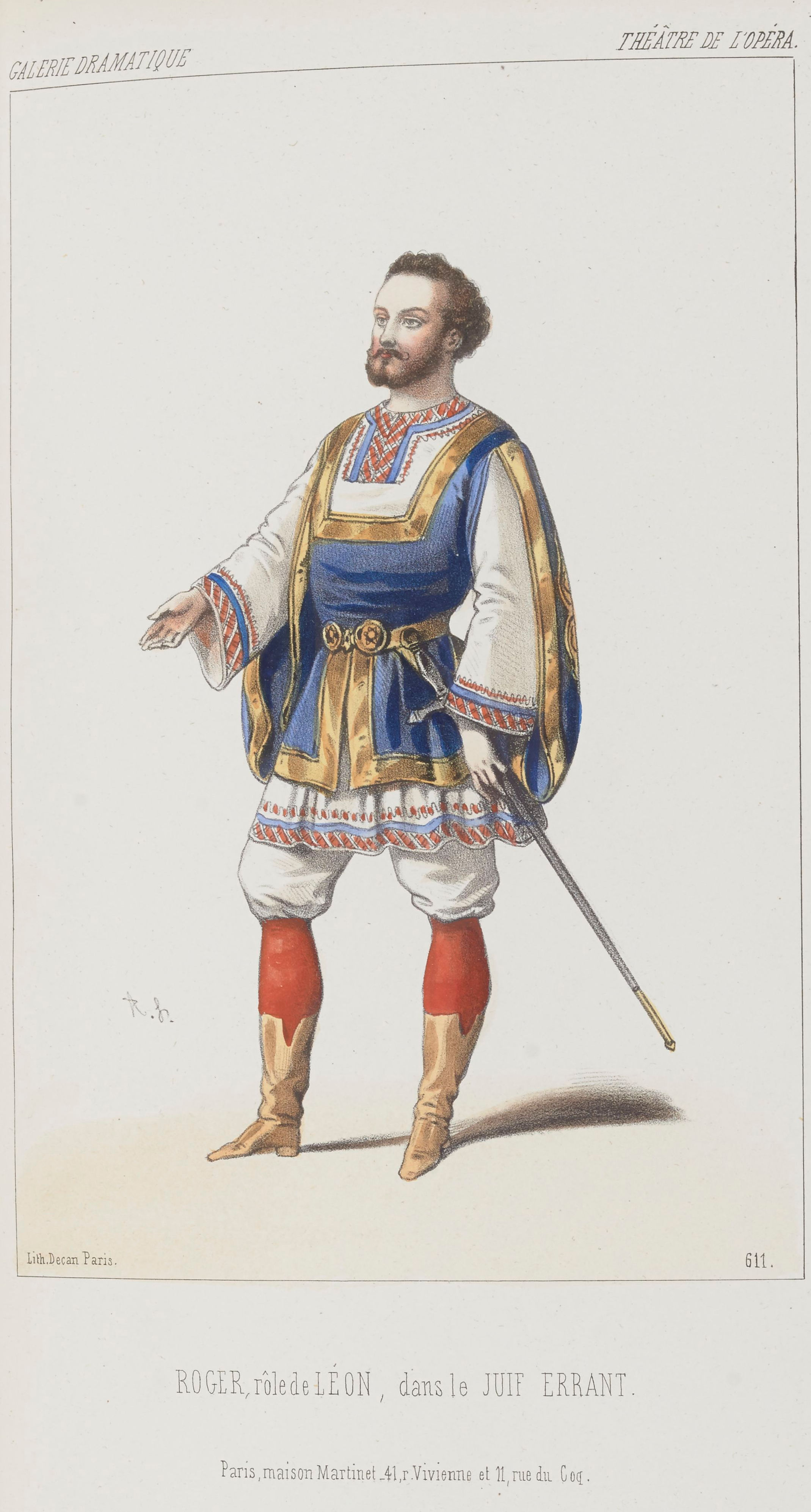
Costume de Léon
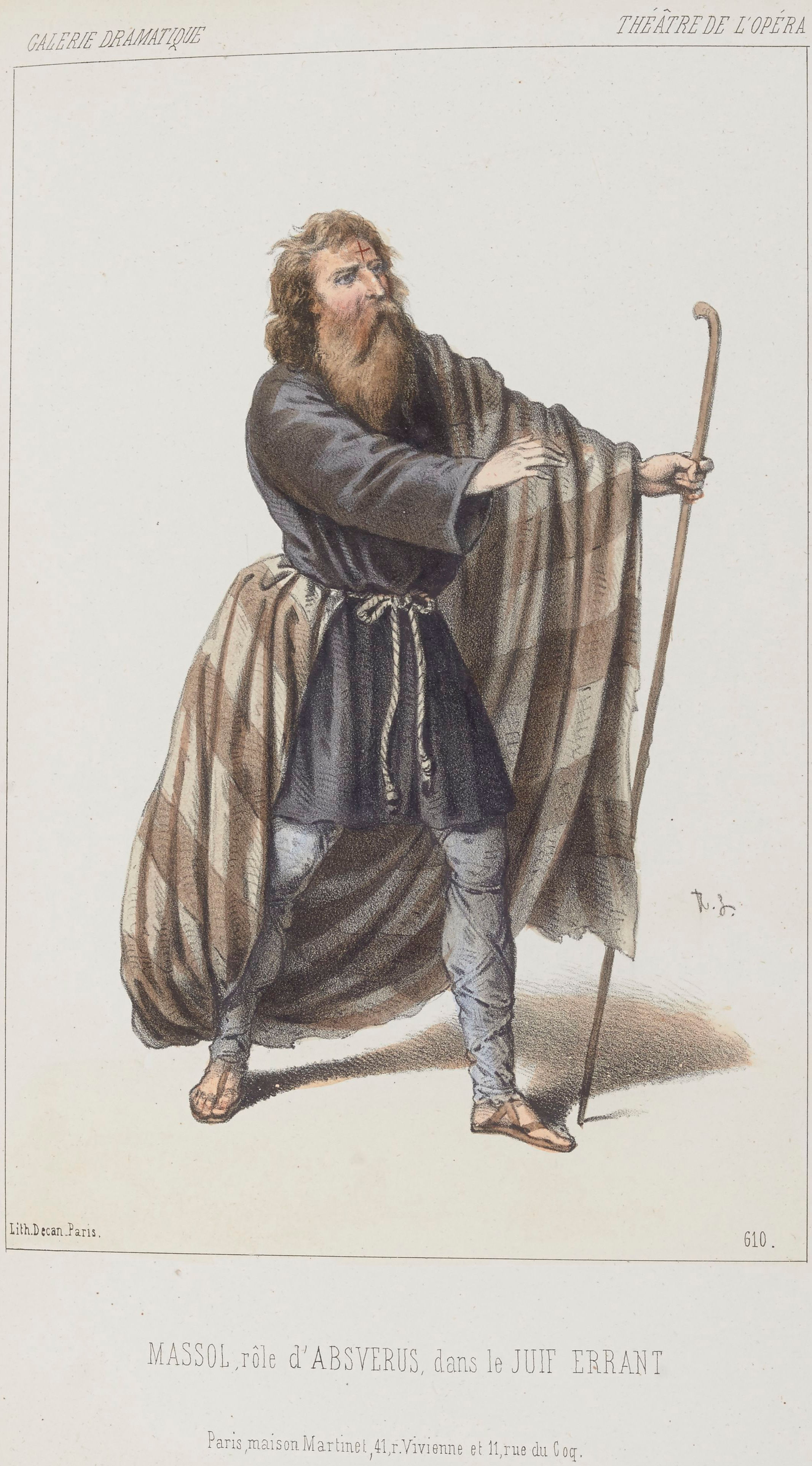
Costume d'Ashvérus
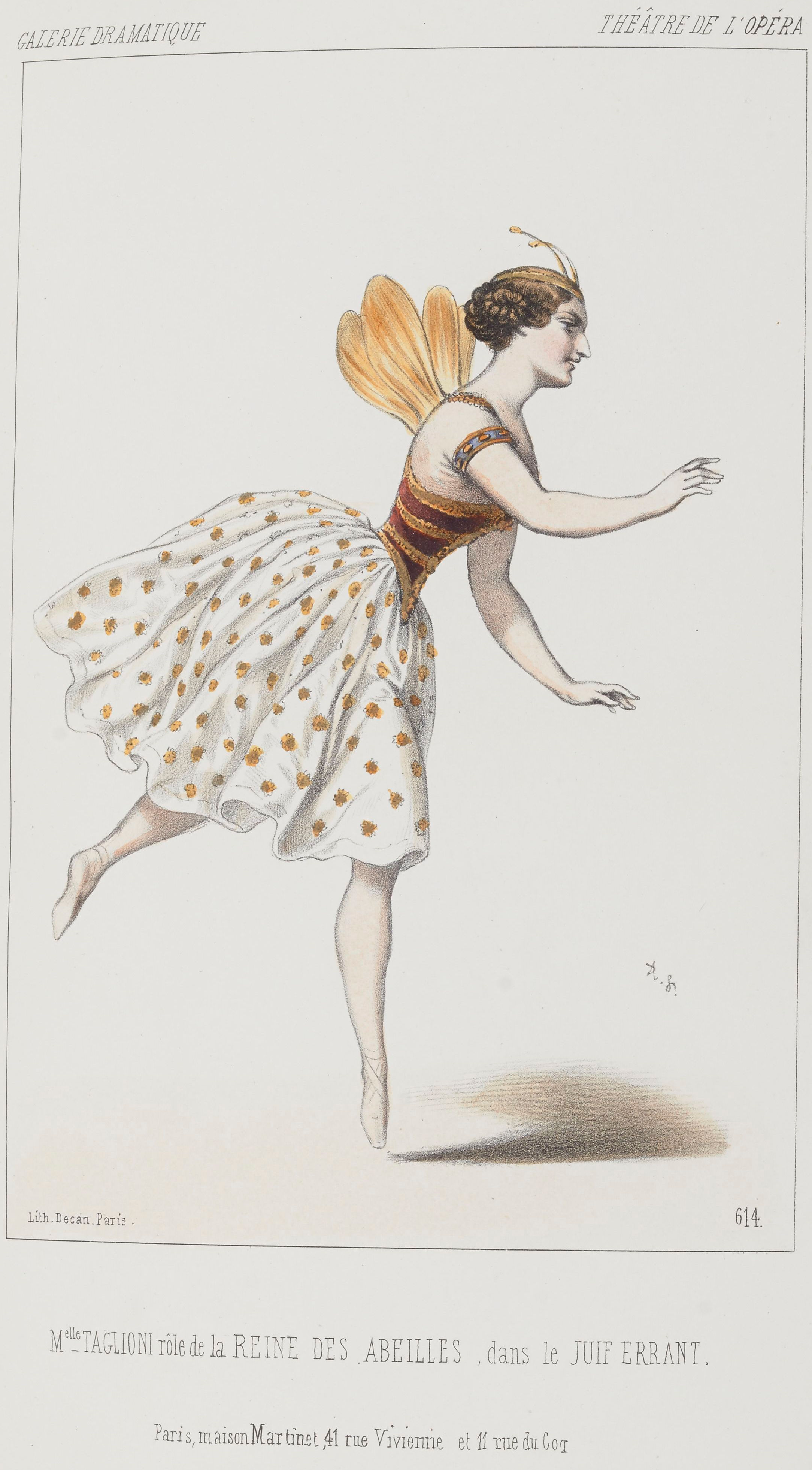
Costume de la reine des abeilles
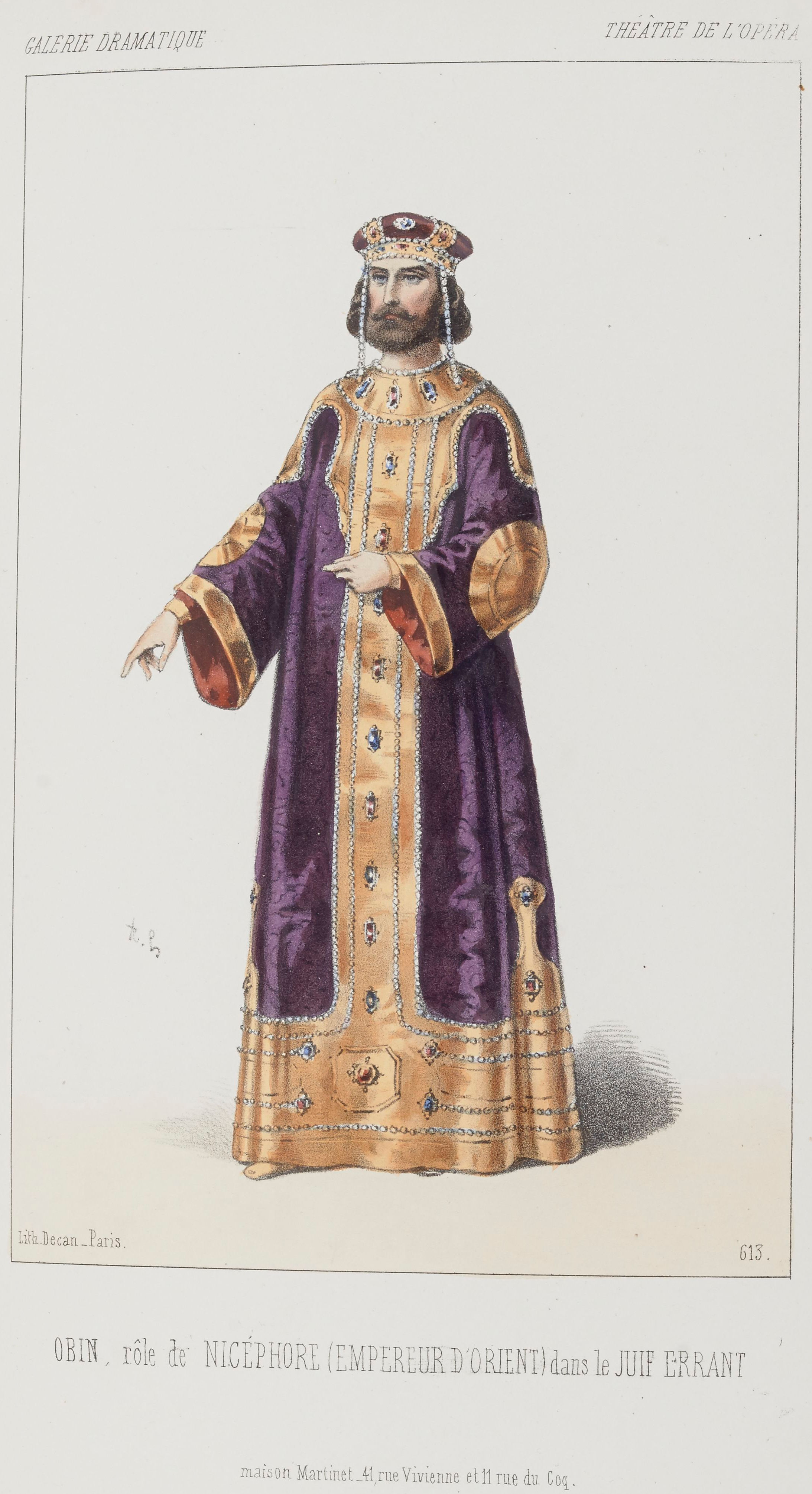
Costume de Nicéphore

### Réception critique

#### Une mise en scène éblouissante
L'ensemble de la critique s'accorde sur la somptuosité de la mise en scène qui témoigne de la maîtrise des équipes de l'Opéra de Paris dans ce domaine : les décors, les éclairages et les effets scéniques atteignent un niveau de sophistication tel qu'ils permettent de rendre crédible le tableau final du Jugement dernier. Dans la Revue contemporaine, A. de Calonne tente de rendre compte du choc ressenti :
« Pour que tout soit dit dans cette œuvre nouvelle, pour que la fin du monde qui termine le Juif errant, soit aussi comme la fin, la limite extrême de l'art d'éblouir et de fasciner par les merveilles de la décoration et de la mise en scène, on a réuni là, dans l'espace de mille pieds carrés, dans l'intervalle de cinq heures, tout ce que l'imagination peut concevoir de plus étonnant, tout ce que la main du décorateur et du costumier peut produire de plus splendide, tout ce que les découvertes de la science moderne peuvent offrir de ressources et d'illusions. Ce sont des effets de lumière électrique qui éclairent la scène, des nuages qui se meuvent dans le ciel, des astres qui montent ou descendent, des instruments nouveaux qui se replient vingt fois sur eux-mêmes avant d'ouvrir leurs larges gueules pour vomir dans la salle des flots d'harmonie, c'est la mer qui bat les rochers, la lune qui tour à tour brille et s'efface derrière les nuages, ce sont les trompettes du jugement dernier, les anges qui traversent l'espace, le sol qui tremble, les tombes qui s'ouvrent pour livrer leurs proies à la justice céleste, l'enfer qui dévore les damnés, le ciel qui appelle les élus, c'est le Nord, c'est l'Orient, l'orage, le soleil, la nuit, le jour, ce sont des palais splendides et des ruines imposantes, des jardins enchantés, des fontaines jaillissantes, des abeilles bourdonnantes, la terre, la mer, le ciel, tout ce qui existe et tout ce que l'on rêve, tout ce que l'on voit et tout ce que l'on devine, tout ce que l'on touche du doigt et tout ce que l'on n'oserait concevoir sans terreur, c'est enfin la fin des fins parce qu'il faut bien que tout finisse. »

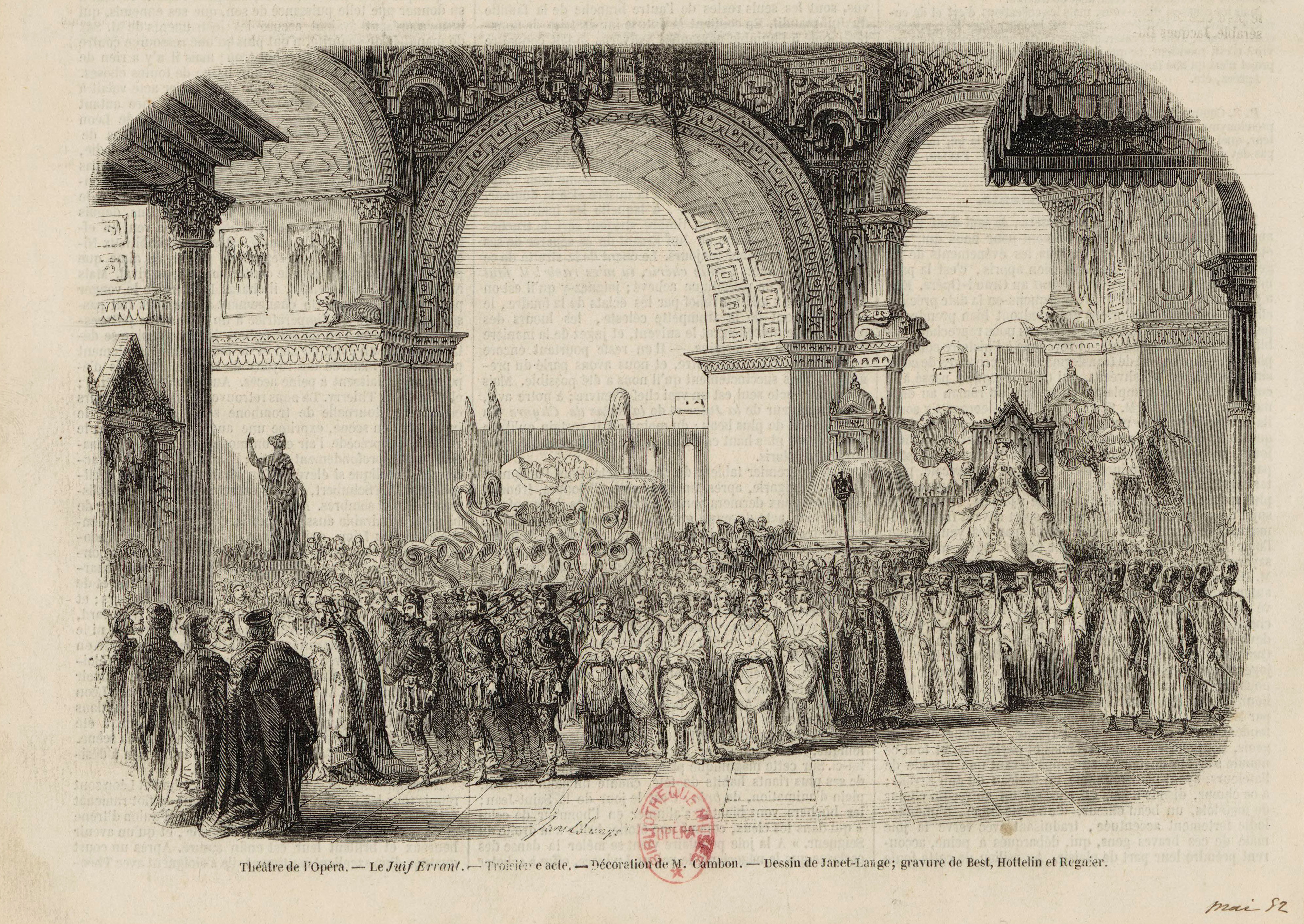
Marche triomphale d'Irène au troisième acte.

Moins emphatique, E. Reyer constate dans la Revue de Paris qu' « avec l'Opéra, il est inutile de louer le prestige des tableaux, la magie des décors, la fascination féérique de la mise en scène; s'il avait à se surpasser, il s'est surpassé ». Le critique anonyme de L'Éventail commence son article en affirmant que « rien ne saurait peindre l'effet produit par la magnificence de la mise en scène ». Dans le même ordre d'idées, Escudier affirme que « l'Opéra n'avait jamais déployé autant de splendeur, autant de séduction, autant de richesse. Seule, la mise en scène serait un succès, et un grand succès ». Quant au critique du Nouvelliste, il déclare renoncer « à peindre l'effet étourdissant de l'admirable et gigantesque décor que [le tableau du jugement dernier] a inspiré à M. Desplechin. Jamais plus prodigieux résultat n'a été obtenu par les ressources combinées du pinceau, de la lumière et de la mise en scène ». L'Argus des théâtres ajoute que « pendant longtemps tout le monde voudra admirer plusieurs fois ce luxe de merveilles de toutes sortes répandu à profusion dans ce nouvel opéra ».
Le souci est peut-être justement que « la décoration absorbe la musique ». Escudier déclare ainsi :
« Que de machines, bon Dieu! que de toiles admirables, que de costumes riches et pittoresques, quelle mise en scène éblouissante! La belle affaire pour le musicien de servir d'accessoire à ce spectacle de la scène qui attire toute l'attention, absorbe tous les regards! (...) Franchement, c'est là un système fâcheux, déplorable pour la musique. on va entendre une partition d'un maître, et en sortant, la foule éblouie, fascinée par la magnificence théâtrale, ne parle que de ce qu'elle a vu; elle oublie le musicien. »
P. Scudo considère que ces extravagances scéniques conduisent à une surenchère risquée: « la mise en scène du Juif errant est magnifique, trop magnifique, car ce n'est pas sans danger qu'un théâtre, même celui de l'Opéra, accorde une part excessive à la curiosité des yeux. (...) Une fois sur cette pente, vous êtes condamné à faire toujours de nouveaux efforts, sans pouvoir vous flatter d'obtenir un succès durable, car il n'y a rien dont on se lasse plus vite que les plaisirs des sens ».
Après avoir qualifié les décors de « splendides », les costumes de « merveilleux » et la mise en scène de « fabuleuse », J. d'Ortigue exprime néanmoins des réserves vis-à-vis d' « un système qui annihile la musique, qui fait du compositeur le subalterne du décorateur et du machiniste, (...) un système qui sollicite violemment les sens du public par un attirail tout matériel et le livre froid et insensible aux perceptions des beautés idéales du langage musical ». Il s'interroge en outre sur les capacités des théâtres de province à monter une telle œuvre : « comment voulez-vous qu'ils songent à l'idée de représenter le Juif errant, un opéra qui a couté 125 000 fr., et qu'ils s'exposent à la risée du premier étudiant ou commis voyageur qui reviendra de la capitale? ». Il semble également douteux à P.A. Fiorentino, critique du Constitutionnel, « qu'on puisse monter le Juif errant en province et même à l'étranger; mais qu'importe! grâce aux chemins de fer, on viendra le voir à Paris ».

#### Un livret peu satisfaisant
Le livret n'est guère apprécié: pour E. Reyer dans la Revue de Paris, « MM. Scribe et de Saint-Georges (...) n'ont pas compris un seul mot à la noble et traditionnelle figure du Juif errant », faisant de ce dernier « le héros haletant d'un vaudeville bourgeois ». Quant à la qualité poétique du texte, « rien n'est plus déplorable que le poème du Juif errant au point de vue de la versification ». Dans la Revue des deux mondes, P. Scudo estime également que les librettistes n'ont « pas compris (...) la signification profonde de ce mythe populaire, qui consiste précisément à présenter une image saisissante des plus grandes misères de la vie ». Il précise même qu' « on ne saurait contester que le nouvel ouvrage de M. Halévy ne renferme des choses remarquables », mais « le savant compositeur n'a pu corriger entièrement les imperfections du poème qu'il avait accepté ». De son côté, T. Gautier avoue une certaine déception dans la mesure où « s'il est au monde un merveilleux sujet d'opéra, c'est à coup sûr le Juif errant (...). Avant la représentation (...), nous nous composions malgré nous un poème (...) avec des chœurs de nations, des ballets de montagnes et des valses de soleils ». Il a cependant « trop l'habitude du théâtre pour exiger de MM. Scribe, Saint-Georges et Halévy, la réalisation d'un rêve impossible, qui demanderait pour poètes Dante, Shakespeare, Victor Hugo, Lamartine; pour musiciens, Weber, Mozart, Beethoven, Rossini et Meyerbeer fondus ensemble ».
Si d'Ortigue ne semble guère plus convaincu par la qualité du livret, il note cependant qu'il « ne manque certainement pas d'effets heureux, de mouvement, de situations » à même de fournir au compositeur des « situations dramatiques » et des « effets pittoresques ». Fiorentino confirme que « tel qu'il est (...) et à quelque point de vue qu'on veuille le juger, on ne peut nier qu'il renferme un grand nombre de situations musicales, et qu'il offre le champ le plus vaste et le plus varié à l'imagination et à la science du compositeur ».

#### Une musique plus savante qu'inspirée

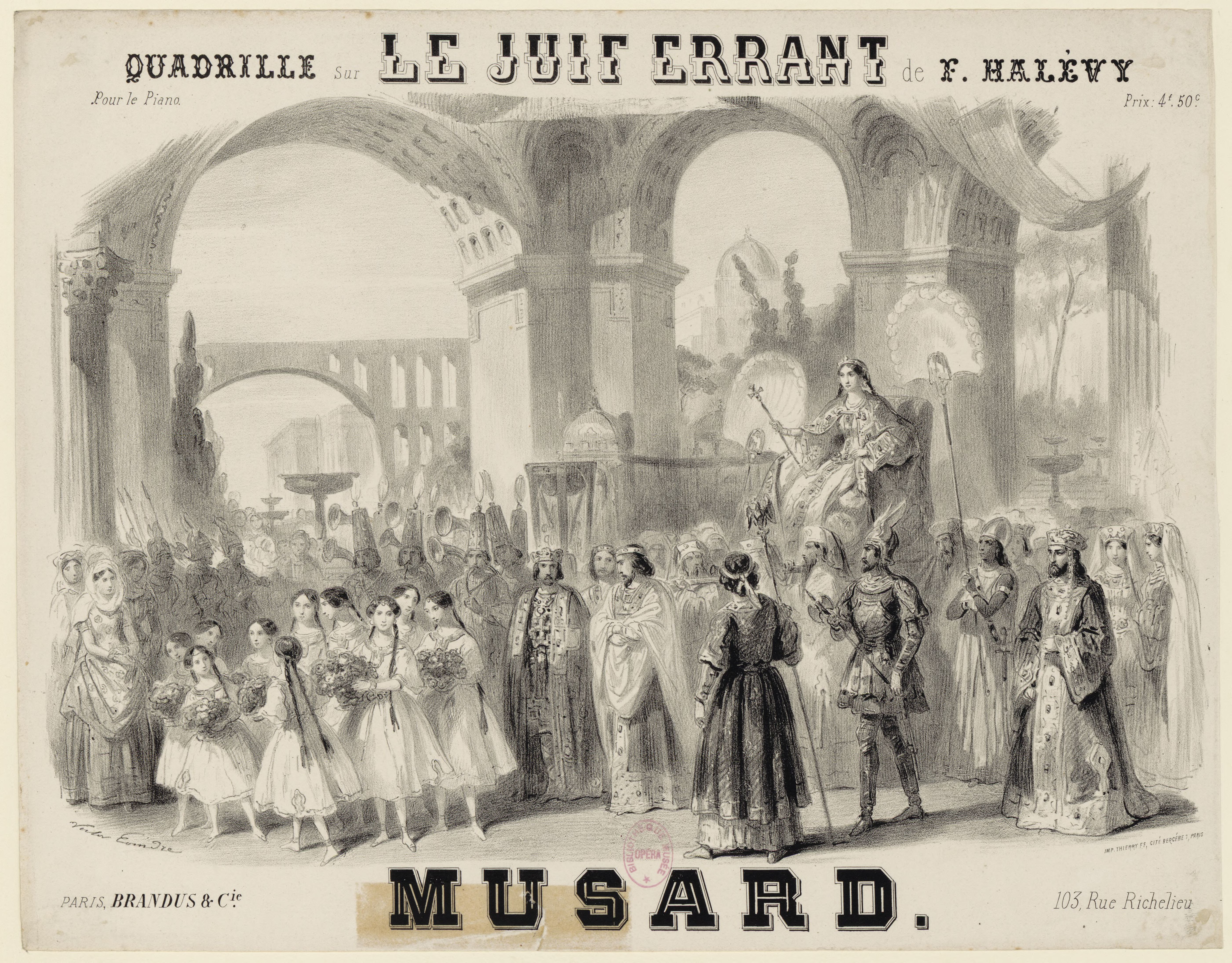
Marche triomphale d'Irène au troisième acte, au cours de laquelle les saxtubas sont utilisés pour la première fois.

D'une façon générale, la partition de Halévy est « très bien accueillie par la critique ». Le critique du Nouvelliste « n'hésit[e] pas à déclarer que la partition de M. Halévy est digne des plus grandes œuvres produites sur la scène de l'Opéra par l'éminent compositeur. La musique du Juif errant est à la fois mélodique et puissante, elle a la grâce, la vigueur, l'éclat ». Pour P. Smith de la Revue et gazette musicale de Paris, « cette partition pourrait bien être un chef d’œuvre. (...) L'illustre compositeur n'a jamais plus approché du terme souverain en matière d'art, le grand dans le simple et le simple dans le grand ». Le critique du Constitutionnel encense également « la partition [qui] se fait surtout remarquer par la richesse et l'élévation des idées, par la hardiesse et la nouveauté des conceptions, par la pureté et l'élégance des mélodies, enfin par cette exécution savante et magistrale qui rend la pensée dans toute sa vigueur et dans tout son éclat ». Dans le Corsaire, L. Gatayes « salu[e] (...) un chef d’œuvre qui vient prendre place à côté de tant de chefs-d’œuvre dont ce grand compositeur a déjà doté nos deux théâtres lyriques », « admirant cette science magistrale, cette pureté de style de la forme mélodique, et cette savante manière qui appartient aux belles traditions de l'école allemande ». Fétis consacre pas moins de trois articles à l'analyse de la musique du Juif errant qu'il conclut en affirmant qu'il s'agit de « la partition la plus remarquable et la plus complète qui ait été écrite par Halévy depuis la Juive »; il insiste surtout sur le fait que « le compositeur a complètement transformé sa manière. Simple, clair, abondant en mélodies suaves et naturelles, il n'a pas couvert celles-ci par une instrumentation compliquée ». Ce faisant, le « succès [lui] paraît devoir être universel et destiné à une longue durée ».
Les louanges ne sont cependant pas unanimes: pour beaucoup, le Juif errant est l'oeuvre d'un compositeur qui maîtrise toutes les facettes de son métier mais à qui l'inspiration fait souvent défaut. Reyer estime ainsi que si la musique ne représente pas « un progrès sur les précédentes partitions de M. Halévy, ce n'en est pas moins une œuvre de haut mérite où il y a peut-être plus de science que d'inspiration, mais qui est pleine d'élans chaleureux, de mouvements dramatiques, de détails intéressants et d'effets d'orchestre colorés avec cette puissance et cette originalité qui porte le cachet du maître ». Calonne estime quant à lui que si la musique « a le caractère grandiose et magistral qui convient à ce genre à part qu'on appelle le grand opéra français », « la science y domine l'inspiration, l'harmonie y étouffe souvent le sens mélodique ». Escudier estime quant à lui que Halévy est un « maître de composition » qui « sait trouver des effets de procédé qui ont l'apparence de l'originalité: c'est là son art. (...) Il connaît son public; il le tient en haleine, et, s'il ne le charme pas toujours par des mélodies originales, il l'enlève par des moyens matériels présentés avec une habileté sans pareille ». Desnoiresterres dans La Mode résume le sentiment général en écrivant qu' « il y a plus de grandeur, de science, de combinaisons ingénieuses (...) que d'imagination étincelante, de jets splendides, de verve exubérante, de mélodies bien distinctes. (...) Nous aimerions mieux moins de science et plus d'inspiration, et c'est aussi l'avis du public qui se retire étonné de ne pas emporter de ces cinq actes la moindre bribe mélodique ».

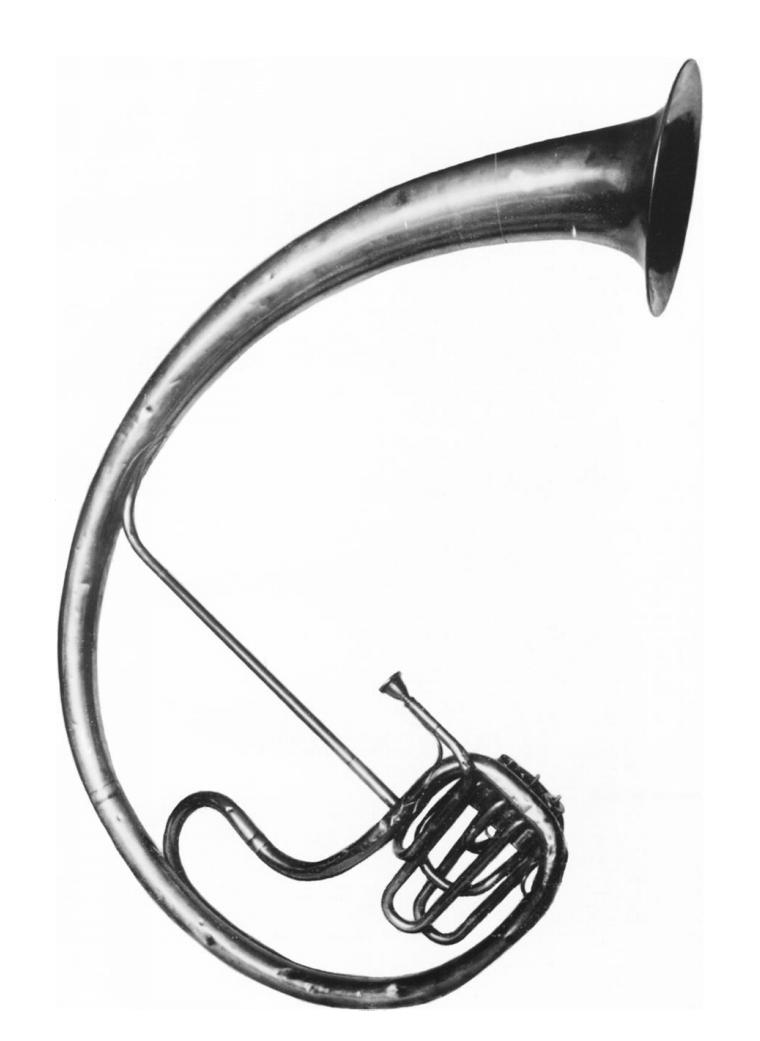
Photographie d'un saxtuba appartenant à la collection d'instruments de musique Crosby Brown du Metropolitan Museum of Art de New York: l'instrument est utilisé pour la première fois dans le Juif errant.

L'orchestration est souvent discutée. D'ortigue proclame ainsi dans le Journal des débats que « rarement M. Halévy a été mieux inspiré » même si « on peut lui reprocher l'abus du bruit, l'emploi trop fréquent des cuivres ». Dans Le Ménestrel, J.L. Heugel regrette que l'extrême richesse de l'instrumentation suscite une confusion qui « détruit peu à peu tout plaisir et occasionne cette sorte de torpeur qui tient à l'état de catalepsie en magnétisme, et qui peut se résumer ainsi: la négation de toute sensation, celle du bien comme celle du mal ». Selon T. Gautier, « M. Halévy excelle surtout à peindre la passion et le sentiment avec des couleurs vraies; l'exagération n'arrive que lorsqu'il se laisse entraîner par les exigences de la mise en scène ou la pompe du décor. L'invasion du cuivre serait une mauvaise chose au théâtre, et puisque la musique militaire peut jouir avec tant d'avantages du bénéfice des instruments de M. Sax, il ne nous paraît pas utile d'en propager l'emploi dans l'orchestre. » Gautier n'est pas moins persuadé du fait que « le Juif errant subira sa sentence et marchera longtemps » .
De fait, l'introduction des saxtubas n'est guère appréciée. Reyer reproche ainsi à l'orchestre d'Halévy d'être « bruyant et confus » et n'apprécie pas « le moins du monde » l'utilisation des saxtubas : « Nous reconnaissons très certainement l'utilité des instruments inventés par M. Sax et nous le félicitons du perfectionnement qu'il leur fait subir tous les jours, mais nous sommes d'avis que les musiques des régiments et l'orchestre d'un cirque national ou d'un hippodrome doivent seuls jouir, à certaines restrictions près, des avantages de cette invention ». Après avoir décrit les saxtubas comme « ces horribles instruments de cuivre (...), sortis de l'officine d'un luthier célèbre, qui peut justement se vanter d'avoir infesté toutes les musiques de l'armée française des produits de son industrie »), Scudo déplore que « ce n'était point à un compositeur du mérite et de la considération de M. Halévy de prêter la main à un pareil scandale de grossière sonorité; il fallait laisser les [saxtubas] à MM. Berlioz, Liszt et Wagner, ces musiciens de l'avenir! ».

## Analyse
Le thème du Juif errant avait été remis à la mode avec l'immense succès du roman d'Eugène Sue, paru en feuilleton entre 1844 et 1845. Si l'opéra n'est pas à proprement parler une adaptation du livre, il en reprend l'une des idées principales faisant du personnage éponyme un protecteur de ses propres descendants en butte à l'injustice.

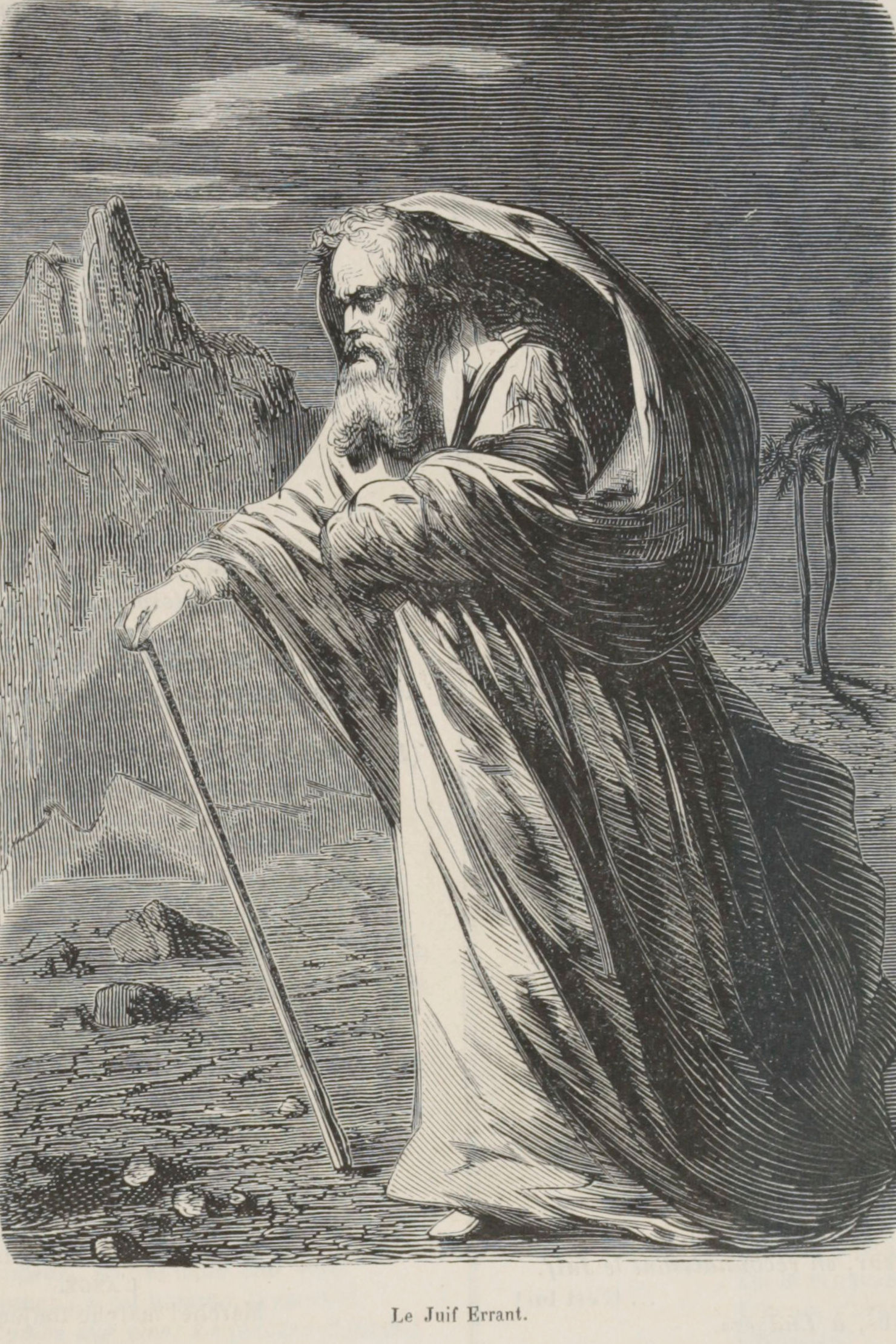
Le Juif errant: illustration de Tony et Alfred Johannot tirée des Œuvres illustrées d'Eugène Scribe (1853-1857).

Leich-Galland souligne le caractère novateur du livret qui tente de renouveler les conventions du grand opéra en renonçant à la reconstitution de faits historiques. Il ne s'agit plus de représenter des événements du passé comme l'avaient fait précédemment Meyerbeer dans les Huguenots (avec le massacre de la Saint-Barthélemy) et le Prophète (avec la révolte de Münster) ou Halévy lui-même dans la Juive qui se déroulait pendant le concile de Constance. Plutôt que d'un renouvellement, il s'agit d'un retour aux sources, puisque le Juif errant « s'apparente en réalité aux opéras romantiques d'inspiration médiévale et fantastique » dont relève également l'un des premiers (et des plus célèbres) grands opéras, Robert le Diable de Meyerbeer, créé en 1831. Le rapprochement entre ces deux œuvres n'échappe pas aux critiques  de l'époque : Escudier estime ainsi que la sortie des morts de leurs tombeaux lors du Jugement dernier a la « couleur diabolique » du réveil des nonnes damnées de Robert. Quoi qu'il en soit, il ne fait pas de doute pour Ménétrier que la désaffection du public est due au livret qui « n'est qu'un salmigondis moyenâgeux et interminable ».
Avec le Juif errant, c'est la deuxième fois qu'Halévy compose la musique d'un opéra « qui place la vie et la mort de Juifs au centre de l'action ». Mais contrairement à la Juive, il ne s'agit pas de dénoncer les persécutions antisémites ou de présenter « une quelconque réalité contemporaine ». Le choix de Juifs comme héros d'opéra dans une société qui ne leur a accordé une pleine citoyenneté que quelques dizaines d'années plus tôt (1791 en France) interroge cependant, alors que le prestige attaché au spectacle lyrique est immense au XIXe siècle. Dans une première analyse, le livret semble reprendre des archétypes traditionnels reposant sur la peur du « peuple juif (...) à l'origine du mal »: le thème du Juif errant « fait bien sûr du personnage du Juif un objet d'épouvante » et de répulsion (Léon préfère affronter seul des assassins que de se faire aider par Ashvérus, dont la seule apparition met en fuite à plusieurs reprises toute une troupe de brigands). Mais le livret s'attache également à provoquer, auprès des spectateurs, une compassion véritable envers le personnage qui aime sincèrement ses descendants à qui il vient en aide dès qu'il le peut. Pour H. Pierrakos cependant, l'empathie que le spectateur pourrait développer à son égard s'exprime difficilement avec l'accumulation des « décors géographiques les plus divers » et « les effets les plus galvaudés du grand opéra », comme s'il fallait « annuler autant que possible le poids religieux ou idéologique du « statut » du Juif et de la malédiction de l'errance ».